# Geschichte von Löcknitz
Die Geschichte von Löcknitz reicht bis in das 7./8. Jahrhundert zurück. Löcknitz ist eine Gemeinde im Landkreis Vorpommern-Greifswald in Mecklenburg-Vorpommern.

## Name
1124 ist im Zusammenhang mit der Missionsreise des Bischofs Otto von Bamberg im Auftrag des Herzogs Bolesław III. Schiefmund von Polen zur Christianisierung der Slawen in Pommern ein von Herzog Wartislaw I. von Pommern eingesetzter slawischer Burgvogt Conrad de Lokeniz sowie für 1127 eine slawische Siedlung bekannt, beides jedoch ohne nähere Angaben oder direkte Verbindung zu Löcknitz. In einer Schenkungsurkunde des Herzogs Bogislaw II. von Pommern von 1212 ist als Zeuge Thomas de Lokenitz als bischöflicher Vogt der Burg Löcknitz aufgeführt. Damit wurde der Name Löcknitz zum ersten Mal erwähnt. In einer weiteren Urkunde, die der Bischof von Cammin 1267 in Stettin ausstellte, wird der Ort Lokenitz (slawisch für Fluss der Pfützen, Sumpfloch oder Grubenniederung) nochmals urkundlich genannt. Gemäß den Kirchenstatuten des Bistums Cammin gehörte das castrum Lokenitze cum opido („Burg Löcknitz mit Stadt“) wohl bereits seit der Gründung des Bistums 1175 zu den Tafelgütern des Bischofs und musste diesem Abgaben entrichten und bei Durchreisen Unterkunft stellen. Der Ort, der jedoch wohl kein Stadtrecht besessen haben dürfte, blieb wahrscheinlich bis 1385 im Besitz des Bistums Cammin, mindestens jedoch bis 1373, aus dem die letzte direkt in Löcknitz datierte Urkunde stammt. Auch die durch Löcknitz fließende Randow wurde bis etwa 1700 überwiegend Lochnitza genannt. In einer Schenkungsurkunde von 1216 wurde der Fluss zum ersten Mal mit diesem Namen erwähnt, ein weiteres Mal 1288 in einer Urkunde, die die Grenzen der Uckermark beschreibt. Der Begriff Randow hingegen war ursprünglich nur die Bezeichnung für die Sumpfgebiete entlang des Flusses im Randowbruch.

## Frühe Geschichte

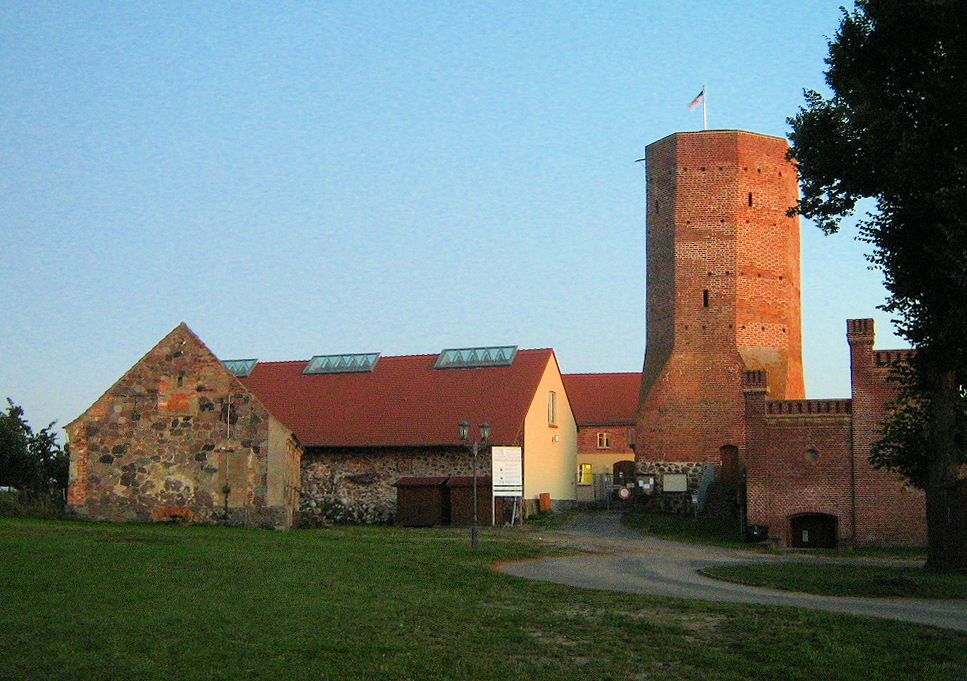
Wahrzeichen von Löcknitz: Die Burg Löcknitz mit Bergfried

Grabungsfunde belegen die Besiedlung des Gebietes bereits in der Steinzeit. Im 7. und 8. Jahrhundert siedelten slawische Ukranen in der Gegend.
Die Slawenburg Lokenitza war ursprünglich wahrscheinlich um 1100 von Pommern aus einem Pfahlwerk mit Balken erbaut worden und durch einen Ringwall mit Palisaden und Gräben umgeben und schütze damals die Furt durch die Randow u. a. auch vor Angriffen der slawischen Wilzen bzw. Liutizen. Im 13. Jahrhundert wurde, wahrscheinlich unter dem pommerschen Herzog Barnim I. „dem Städtegründer“ aus dem Adelsgeschlecht der Dynastie der Greifen, eine deutsche Burg aus Ziegelmauerwerk errichtet. Zur Befestigung des Untergrundes und der Wege Richtung Löcknitz zur Furt durch das Randowbruch, mit seinen damals zahlreichen Mooren und Sümpfen sowie der für 1237 nachgewiesenen, durch Löcknitz verlaufenden, Via Imperii von Stettin nach Leipzig, wo sie sich mit der Via Regia kreuzte, dienten Knüppel und Holzbohlen. So erklärt sich auch die 1242 in einer Urkunde über Logeniz erwähnte und noch bis heute verwendete Bezeichnung Bollbrücke (Bohlenbrücke) für die westlich der Randow aus Richtung Pasewalk kommende und vom heutigen Ortseingang nach Löcknitz bis zur Brücke über die Randow verlaufende Straße und die dort stehenden Häuser. Die Dörfer Plöwen, Bergholz und Bismark (heute Ortsteil von Ramin), gehörten damals zur Burg.

## Mittelalter
Löcknitz war wegen seiner Lage an der Furt am Fluss Randow und an der Grenze zwischen Pommern und Brandenburg oft umkämpft. Es gehörte von frühester Zeit an bis 1250 zum Herzogtum Pommern. Mit dem Abschluss des Vertrages von Landin noch im selben Jahr wechselte Löcknitz, in dem für 1290 eine Zollstation erwähnt ist, in einem Gebietstausch zur Mark Brandenburg, wo es bis 1373 verblieb. Im Zeitraum zwischen 1295 und 1373 waren die Uckermark und auch Löcknitz zwischen den Territorialstaaten der Herzöge von Pommern, der Markgrafen von Brandenburg, der Herzöge von Polen, den Bischöfen von Cammin, den Königen von Dänemark und den Herzögen von Mecklenburg immer wieder stark umkämpft und es kam zu schweren militärischen Auseinandersetzungen, die erst mit dem Vertrag von Fürstenwalde vorübergehend endeten. Noch 1373, spätestens jedoch 1385, erwarb Herzog Swantibor III. von Pommern-Stettin Burg und Ort Löcknitz vom Bistum Cammin. Löcknitz gehörte dadurch bis 1468 erneut zu Pommern, welches das Burglehen Löcknitz aus Geldnot jedoch 1390 für 3.000 Taler an die Patrizier Peter und Heinrich von Wussow aus Stettin verpfändete. Die Herren von Wussow ihrerseits begannen nach den Zerstörungen des Krieges mit der Sanierung und dem Ausbau eines neben der Burg vorhandenen Gebäudes zu einem ersten Schloss und behielten Löcknitz bis 1416. Spätestens 1433 wurde Löcknitz von Pommern als Lehen an die Familie von Heydebreck gegeben und befand sich zunächst im Besitz von Vicke von Heydebrecks, der es später an seinen Sohn Hans von Heydebreck übergab, welcher es bis 1468 behielt. Nach dem Tod von Herzog Otto III. von Pommern-Stettin und dem Ausbruch des Stettiner Erbfolgestreites kam es erneut zum Krieg zwischen Pommern und Brandenburg. In dessen Folge wurde Löcknitz am 5. August 1468 vom Kurfürstentum Brandenburg erobert, wobei eine große Anzahl pommerscher Adliger und Edelleute wie die von Heydebrecks, die von Eickstedts, die von Ramins oder die von Schwerins, die die Burg Löcknitz verteidigt hatten, in brandenburgische Gefangenschaft gerieten. 1471 wurde vom Kurfürsten von Brandenburg der brandenburgische Adlige Hans von Buch aus der Uckermark als neuer Burghauptmann der Burg Löcknitz und Amtmann des Amtes Löcknitz eingesetzt. Er hatte den Befehl über 20 Soldaten und unterhielt zudem einen Büchsenmacher zur Wartung der Geschütze auf der Burg und einen Kastner als Gehilfe des Burgvogts zur Eintreibung des Zolls, der Steuern und Naturalabgaben der landesherrlichen Untertanen. Nachfolger Hans von Buchs auf der Burg Löcknitz waren in kurzen Abständen Gottfried von Hohenlohe und ab 1472 Werner von der Schulenburg. Dieser wurde 1477 während eines Aufenthalts in Gartz (Oder) bei einem Gegenangriff Herzog Bogislaw X., des Großen von Pommern auf die Uckermark gefangen genommen, in dessen Folge am 30. April 1478 auch nochmals kurzzeitig die Burg Löcknitz von Pommern zurückerobert werden konnte. Nach dem daraufhin 1479 erfolgten Einfall eines brandenburgischen Heeres unter Kurfürst Albrecht III. Achilles von Brandenburg in Pommern und durch Vermittlung von Werner von der Schulenburg konnte noch im selben Jahr der Vertrag von Prenzlau ausgehandelt werden, in dem Brandenburg „Lockenitz, dat Slos und Amt mit dem Stetichen davor“ nach 1472 erneut und diesmal endgültig von Pommern bestätigt bekam. Löcknitz gehörte seitdem als eigenständiges Amt bis 1818 zur Region Uckermark in Brandenburg. Kurfürst Albrecht III. Achilles von Brandenburg belehnt ebenfalls noch 1479 Werner von der Schulenburg als Belohnung für dessen Vermittlung des Friedensvertrages mit der erblichen Hauptmannschaft über die Burg Löcknitz und setzte ihn als Amtmann des Amtes Löcknitz ein. Beides blieb bis 1688 im Besitz der Familie von der Schulenburg, deren Besitz noch unter Werner von der Schulenburg erheblich erweitert werden konnte. Neben der Burg Löcknitz erwarb er in der Umgebung zudem die Dörfer Rossow, Bergholz, Woddow, Wollschow, Bagemühl, Battin, Retzin, Plöwen, Bismark und in den Jahren 1487, 1492 und 1495 zusätzlich noch Ländereien bei Grimme, Menkin, Caselow und Zerrenthin.

## 16. Jahrhundert
Die Nachfolger Werner von der Schulenburgs in Löcknitz waren ab 1515 sein Sohn Jakob von der Schulenburg, danach sein Enkel Joachim I. von der Schulenburg sowie ab 1535 sein Urenkel Joachim II. von der Schulenburg. Letzterer konnte seine Besitzungen noch weiter vergrößern, so besaß er neben der Grundherrschaft Löcknitz mit 6 Vorwerken und zahlreichen weiteren Bauerndörfern auch die Grundherrschaft Penkun mit den umliegenden Dörfern. Joachim II. von der Schulenburg ließ 1557 direkt neben der Burg auch ein neues Schloss bzw. Herrenhaus im Renaissancestil mit Kapelle sowie eine Kirche mit Turmuhr errichten. Ein Pfarrer war bereits 1514 erstmals in Löcknitz erwähnt. Nach dem Tod Joachim II. 1594 übernahm dessen Sohn Richard von der Schulenburg den gesamten Besitz, der jedoch verschwenderisch und unrentabel wirtschaftete und wenige Jahre später das gesamte Burglehen Löcknitz verlor, das einen Wert von 253.811 Talern hatte. Erst Levin von der Schulenburg, ein Vetter Joachims II., gelang es Löcknitz von den Gläubigern wieder zurückzukaufen und hinterließ es seinem Sohn Albrecht von der Schulenburg schuldenfrei und in geordneten Verhältnissen.

## 17. Jahrhundert

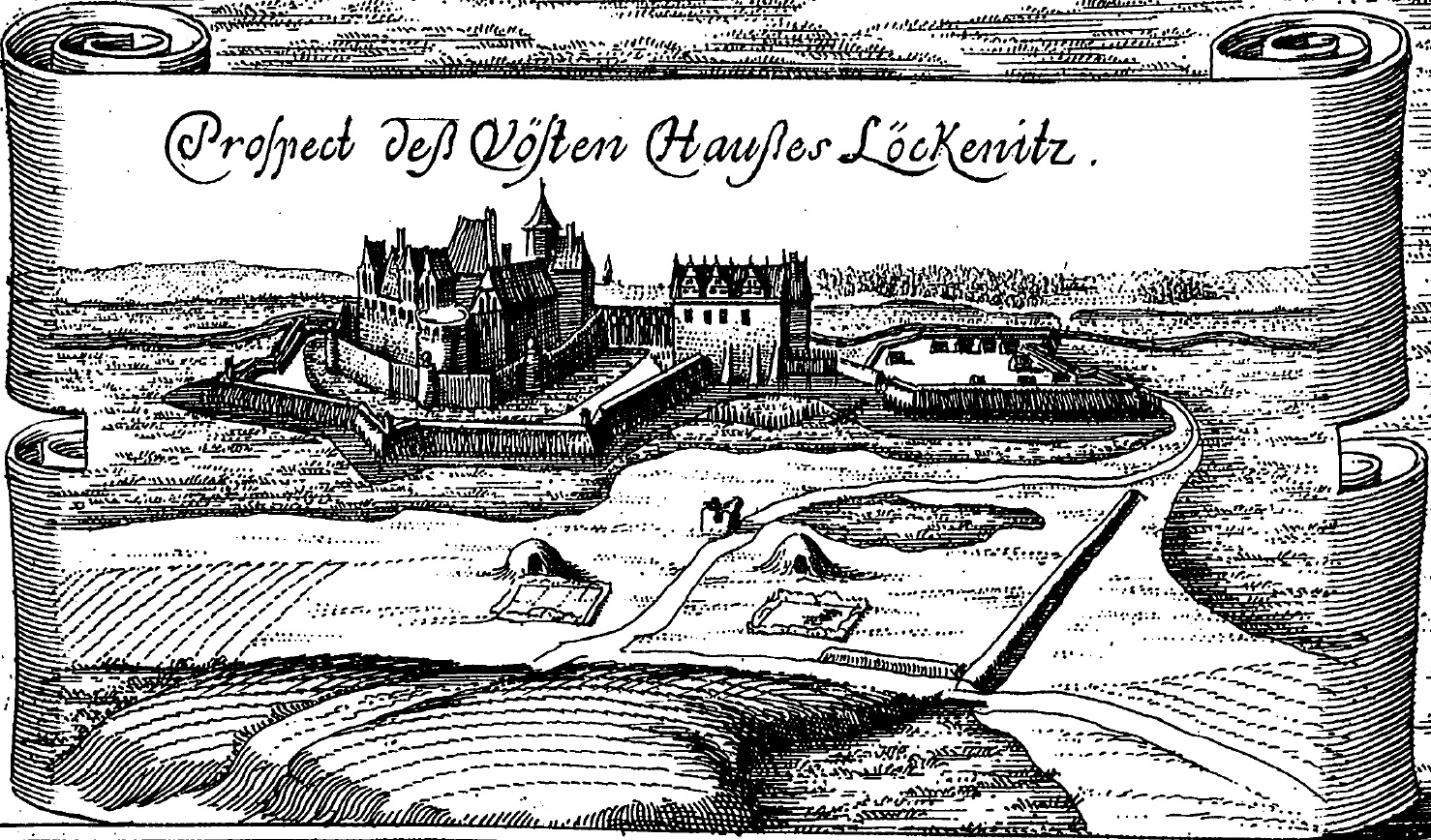
„Prospect des Vösten Hauses Löckenitz“ von 1676, aus: Theatrum Europaeum 1633–1738 (Matthäus Merian)

Im Dreißigjährigen Krieg von 1618 bis 1648 wurden Pommern und Brandenburg mehrfach von den verschiedenen Kriegsparteien wechselseitig besetzt, geplündert und verwüstet. Im Frühjahr 1627 drangen zum ersten Mal kaiserliche Truppen in der Stärke von 6000 Soldaten über Strasburg (Uckermark) in die Uckermark ein, besetzten am 2. März 1627 Löcknitz und wollten von dort weiter über Stettin nach Pommern einmarschieren. Erst gegen Zahlung von 9000 Talern durch den Herzog von Pommern, der sein Land neutral und aus den Kriegswirren heraushalten wollte, zogen die kaiserlichen Truppen Richtung Süden nach Schwedt/Oder ab. Im Sommer 1627 besetzten kaiserliche Truppen des Feldherren Albrecht von Wallenstein erneut Löcknitz; sie bauten die Burg sowie das Schloss zur Festung aus und blieben noch bis 1629 im Ort. Bereits im Winter 1628/29 hatte Albrecht von der Schulenburg 7000 Taler Kriegskontributionen an die in Löcknitz stehenden kaiserlichen Truppen zahlen müssen, bevor diese ihn und die ganze Familie von der Schulenburg von deren Besitzungen vertrieben. Nachdem im Juni 1630 schwedische Truppen unter ihrem König Gustav II. Adolf auf der Insel Usedom gelandet waren, besetzten sie im Januar 1631 mit 500 Soldaten und 4 Geschützen Löcknitz, dessen Einwohner unter harten eigenen Entbehrungen nun die schwedischen Truppen versorgen mussten. 1635 wurde der Ort kurzzeitig erneut von kaiserlichen Truppen besetzt. Am 5. März 1636 konnte der schwedische Obrist und spätere Feldmarschall Carl Gustav Wrangel die Festung und den Ort Löcknitz nach längerer Belagerung und Beschießung in einem nächtlichen Sturmangriff endgültig zurückerobern. Die Burg und das Schloss Löcknitz blieben nun bis nach dem Ende des Krieges von schwedischen Truppen besetzt. Pommern verlor während dieser Zeit etwa zwei Drittel seiner Bevölkerung, in Brandenburg lagen die Bevölkerungsverluste zwischen 40 und 75 Prozent. In Löcknitz blieben durch die Kriegseinwirkungen und den Ausbruch der Pest 1637/38 von 197 Bauern nur noch 48 übrig, von 80 Kossätenstellen lediglich eine. Löcknitz lag in Trümmern, es standen nur noch die Burg mit dem Schloss und die Festungsanlagen sowie die Schlossmühle. Die ab 1557 zusammen mit dem Schloss errichtete Kirche war ebenfalls durch die Kriegseinwirkungen komplett zerstört worden, weshalb die Gottesdienste der Löcknitzer Einwohner von da an in der Schlosskapelle stattfanden. Nach dem Tod Bogislaws XIV., des letzten Pommernherzogs, im Jahre 1637 fiel Pommern endgültig in den Einflussbereich von Schweden. Brandenburg und insbesondere die Uckermark mit Löcknitz blieben von 1637 bis 1640 zwischen kaiserlichen und schwedischen Truppen weiterhin stark umkämpft. Trotz eines 1641 geschlossenen Waffenstillstandes zwischen dem brandenburgischen Kurfürsten Friedrich Wilhelm und Schweden blieb Löcknitz auch weiterhin von schwedischen Truppen besetzt. Im Westfälischen Frieden von 1648 wurde Pommern zwischen Schweden und Brandenburg-Preußen aufgeteilt. Schweden erhielt Vorpommern und einen Gebietsstreifen östlich der Oder mit Stettin (Schwedisch-Pommern). Hinterpommern fiel an das Kurfürstentum Brandenburg-Preußen. Löcknitz verblieb zwar weiterhin bei Brandenburg-Preußen, war jedoch noch bis 1650 durch schwedische Truppen besetzt. Die Flüsse Welse und Randow bildeten nun die neue Grenze zwischen Brandenburg und Schwedisch-Pommern. Dadurch wurde Löcknitz mit seiner ab 1651 durch Brandenburg-Preußen weiter befestigten Burg und seinem verstärkten Schloss zu einer wichtigen brandenburgischen Grenzfestung gegenüber Schweden. Mit dem Ende des Dreißigjährigen Krieges war auch die Familie von der Schulenburg nach Löcknitz zurückgekehrt und verlangte nun ihr Burglehen Löcknitz vom Kurfürsten zurück, was dieser jedoch aufgrund fehlender Lehensbriefe ablehnte. Vielmehr hatte der Kurfürst bereits mit Datum vom 8. August 1650 mit Vollrath von Maltzahn einen Burgvogt als Verwalter eingesetzt. Daraufhin brach ein langjähriger Rechtsstreit über die Besitzverhältnisse der Burg, des Schlosses und des gesamten Lehens Löcknitz aus, der bis 1688 andauern sollte.
Während des Zweiten Schwedisch-Polnischen Krieges (Zweiter Nordischer Krieg) von 1655 bis 1660 wurde ganz Schwedisch-Pommern 1659 kurzzeitig von dem auf der polnischen Seite kämpfenden Brandenburg-Preußen besetzt. Als wichtiger Ausgangspunkt für diesen Feldzug diente dabei die Grenzfestung Löcknitz. 1660, im Frieden von Oliva, musste Brandenburg-Preußen die eroberten schwedischen Gebiete jedoch wieder zurückgeben.
Im Schwedisch-Brandenburgischen Krieg von 1674 bis 1679 kam es im Raum von Löcknitz 1675 erneut zu Kampfhandlungen zwischen schwedischen und brandenburgischen Truppen. Beim Schwedeneinfall 1674/75 nach Brandenburg wurde die Festung Löcknitz einen Tag lang durch 3.000 Mann starke schwedische Truppen, die Teil des in Altdamm bei Stettin stehenden 12.000 Mann starken schwedischen Heeres (10 Infanterieregimenter und 12 Kavallerieregimenter) unter Feldmarschall Wrangel waren, beschossen. Daraufhin übergab der Festungskommandant, der brandenburgische Obrist Jobst Sigismund von Goetz(en), am 14./15. Mai 1675 die Festung gegen Zusicherung freien Abzugs an die schwedischen Truppen, ohne größeren Widerstand zu leisten. Ihm stand nur eine 180 Mann starke Besatzung zur Verfügung. Für diese Handlung wurde Götzen später von einem Kriegsgericht zum Tode verurteilt und am 24. März 1676 in Berlin hingerichtet. Um weitere Einfälle der Schweden von Löcknitz aus nach Brandenburg und in die Uckermark zu verhindern, unternahm der brandenburgische Kurfürst Friedrich Wilhelm 1675/76 seinen sogenannten Pommernfeldzug. Dabei eroberte er 1676 zunächst die Festung Löcknitz von den Schweden zurück und begann von dort erneut mit dem Vorstoß zur Eroberung von Schwedisch-Pommern. Bis November 1678 hatte Kurfürst Friedrich Wilhelm, der Große Kurfürst ganz Schwedisch-Pommern erobert und besetzt, musste dieses aber im Frieden von Saint-Germain 1679 erneut an Schweden zurückgeben.

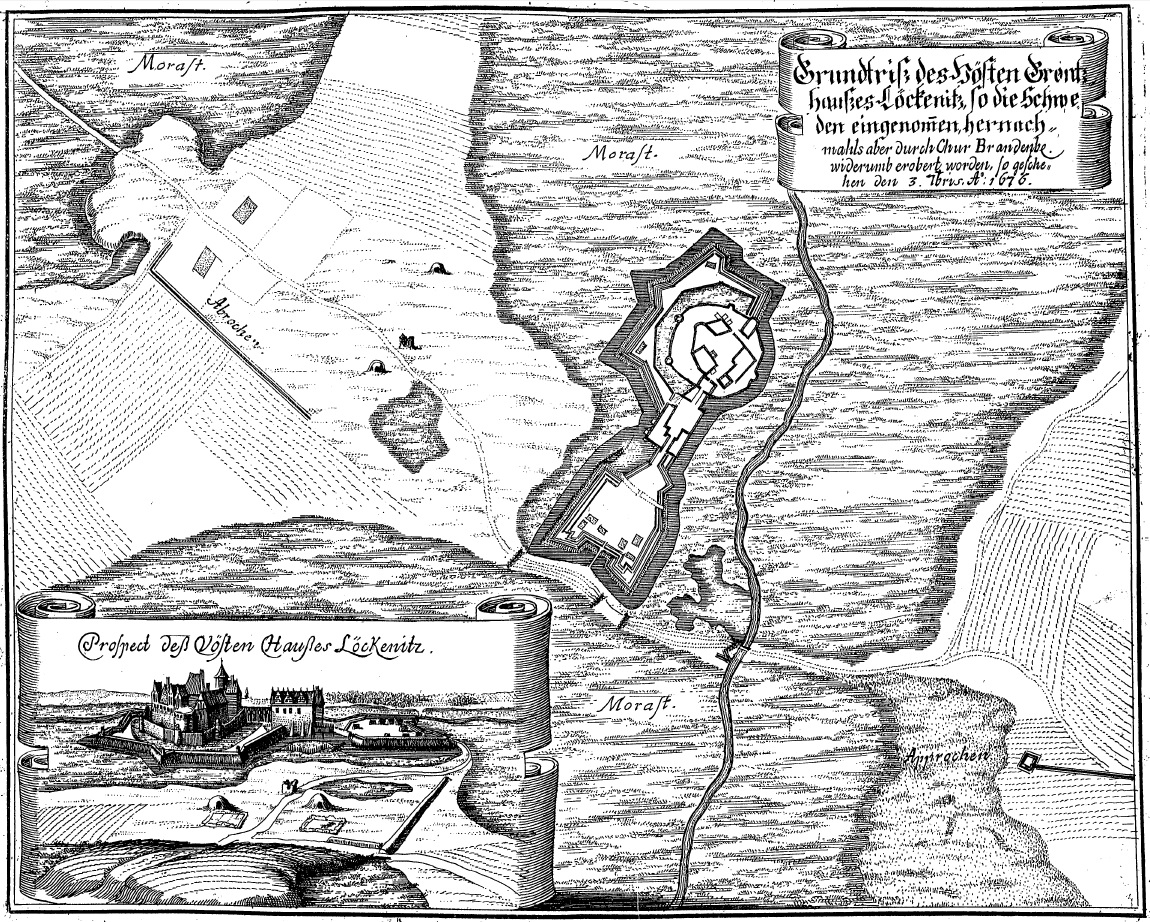
„Grundtriß des Hösten Grentzhaußes Löckenitz. So die Schweden eingenommen hernachmahls aber durch Chur Brandenburg widerumb erobert worden. So geschehen dort 3. Febris A° 1676“, aus: Theatrum Europaeum 1633–1738 (Matthäus Merian)

Seit dem Ende des Dreißigjährigen Krieges hatte sich Brandenburg-Preußen über Jahrzehnte äußerst langsam und nur teilweise von den Verwüstungen und Zerstörungen durch die Kriegseinwirkungen erholt. Durch die neuen Kriege waren nun erneut große Teile des Kurfürstentums entvölkert und die Wirtschaft lag am Boden. Im Kirchenbuch der Gemeinde Löcknitz von 1672 hieß es so beispielsweise über den Ort: „Löcknitz, wo von alters her ein Städtchen, so aber jetzt ruiniert und ist hier selbst nichts zu finden, als nebst der renovierten Festung, ein Königliches Vorwerk, das Posthaus, der Krug und eine Schäferei, die Mühle und einige andere Häuser.“ Kurfürst Friedrich Wilhelm setzte deshalb seine 1648 bis 1650 begonnene Peuplierungspolitik fort und erließ 1685 das Edikt von Potsdam, mit dem er Glaubensflüchtlingen aus der Schweiz, der Pfalz, Wallonien, den Niederlanden sowie auch den in Frankreich verfolgten protestantischen Hugenotten (Réfugiés) freie und sichere Niederlassung in Brandenburg-Preußen anbot und diesen weitreichende Rechte und Privilegien gewährte. Von den 50.000 Hugenotten, die ins Heilige Römische Reich geflohen waren, siedelten sich etwa 20.000 hochqualifizierten Berufsleute in Brandenburg-Preußen an. Speziell in die Uckermark kamen etwa 2.000 Hugenotten, die den Tabakanbau und die Seidenraupenzucht einführten. Diese wurden dort in 42 Ortschaften vorwiegend als Ackerbauern und Tabakpflanzer angesiedelt, um die Wirtschaft und das verwüstete Land wieder aufzubauen, u. a. auch im Amt Löcknitz. Dort befanden sich nämlich 1684 zwar 48 bewehrte, aber immer noch 105 wüste Bauernhöfe sowie eine bewehrte und 58 wüste Kossätenstellen. So entstanden im Amt Löcknitz u. a. mit Battin und Bagemühl (heute beides Ortsteile von Brüssow) sowie mit Fahrenwalde, Bergholz, Rossow und Zerrenthin französisch-reformierte Kirchengemeinden der Kolonisten, deren französische Familiennamen sich über Generationen noch bis heute in den Städten und Dörfern der Region und auch in Löcknitz erhalten haben, wie z. B.: Fordinal, Senechal, Houdelett, Sy, Pouillion, Gombert, Bettac, Desombres, Gueffroy, Jordan, Delander, Marsal, Dhuse, Petitjean, Leclair, Pliquett usw.
Bereits 1685 hatte Kurfürst Friedrich Wilhelm in Bezug auf das Burglehen Löcknitz und die Familie von der Schulenburg Fakten geschaffen. Nachdem Burgvogt Vollrath von Maltzahn sowohl Löcknitz als auch die umliegenden Güter zwischen 1674 und 1685 gepachtet und auf eigene Rechnung bewirtschaftet hatte, wandelte der Kurfürst im Juni 1685 das Burglehen Löcknitz nun in eine kurfürstliche Domäne um und setzte als deren Verwalter einen Hauptmann von Grumbkow sowie für das Amt Löcknitz den Amtsrat von Weise ein. Zudem wies er alle Ansprüche der Familie von der Schulenburg auf Löcknitz zurück, was 1688 nachträglich auch durch ein Gericht bestätigt wurde. Zu diesem Zeitpunkt gehörten zur kurfürstlichen Domäne Löcknitz noch folgende Schulenburgische Güter, Vorwerke und Bauerndörfer: Zerrenthin, Rossow, Caselow, Fahrenwalde, Bergholz, Grimme, Klockow, Wallmow, Woddow, Schmölln, Battin, Bagemühl, Plöwen und Bismark.

## 18. Jahrhundert

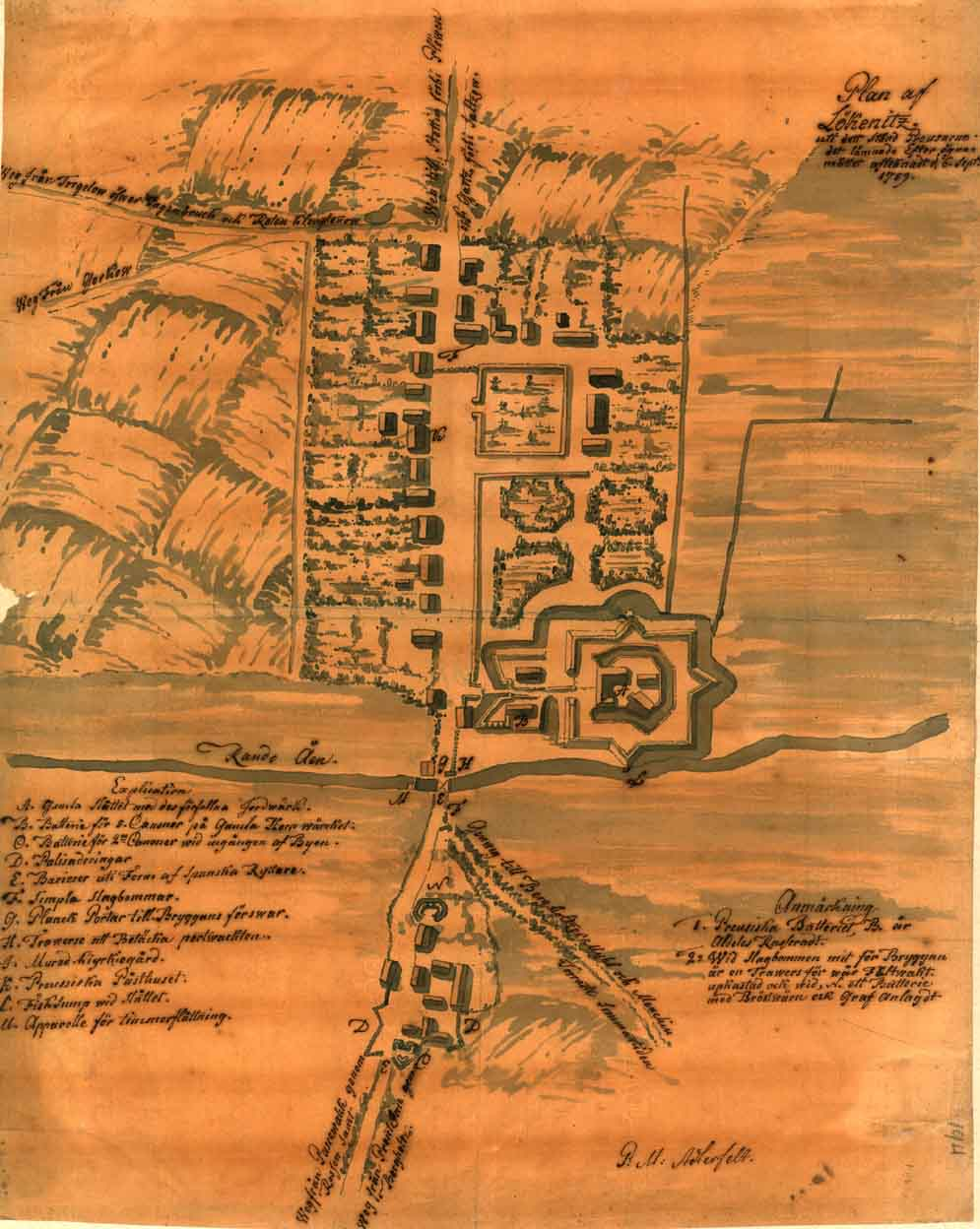
Ort und Burg Löcknitz im Jahr 1759 (Schwedisches Kriegsarchiv)

Während des Großen Nordischen Krieges von 1700 bis 1721 durchzogen besonders von 1711 bis 1715 sowie während des Pommernfeldzuges 1715/16 russische, preußische und sächsische Truppen im Kampf gegen Schweden und zur Eroberung von Schwedisch-Pommern die Uckermark und das Gebiet in und um Löcknitz. Dadurch und durch den erneuten Ausbruch der Pest 1710 wurde das Gebiet und dessen Einwohner von neuen verwüstet und von Zerstörungen heimgesucht. Im Frieden von Stockholm im Januar 1720 musste Schweden das südliche Vorpommern bis zur Peene (Altvorpommern) einschließlich der Stadt Stettin sowie der Inseln Wollin und Usedom an Preußen unter König Friedrich Wilhelm I., dem Soldatenkönig abtreten. Löcknitz und seine Festung lagen nun nicht mehr an der Grenze. Dadurch war die strategisch wichtige Lage von Löcknitz für Preußen militärisch bedeutungslos geworden. 1715 war die Löcknitzer Festung mit Burg und Schloss noch mit 18 Geschützen armiert gewesen, die Bedienungsmannschaften fehlten aber. Als letzter Festungskommandant von Löcknitz ist 1717 ein Oberstleutnant Heinrich von Blankenburg bekannt. Bis zum Friedensschluss 1720 war die Festung Löcknitz noch in verteidigungsfähigem Zustand gehalten worden, bevor sie noch im selben Jahr aufgegeben wurde und in den folgenden Jahren allmählich verfiel.
Bereits 1710 waren in Preußen Justizämter gebildet worden, die die Rechtsprechung auf den Gütern und Domänen übernahmen. So auch in Löcknitz, wo sich der Galgen beispielsweise auf der als Galgenberg bezeichneten ersten Anhöhe hinter dem Ortsausgang Löcknitz Richtung Plöwen befand, während das Tal vor der zweiten Anhöhe als Galgenbruch bezeichnet wurde. Zuvor hatten ausschließlich die Verwalter der Domänen und Güter in Vertretung ihrer adeligen Grundherren die Gerichtsbarkeit und Rechtsprechung durch Patrimonialgerichte ausgeübt, die aber nur die Niedere Gerichtsbarkeit verhandelt hatten. Für 1740 sind für Löcknitz zudem drei Postkutschenlinien bekannt, die durch den Ort führten, nachdem bereits 1672 im Löcknitzer Kirchenbuch ein Posthaus im Ort erwähnt wird. Das war zum einen die Linie Stettin-Wendorf-Möhringen-Neuenkirchen-Neulinken-Bismarck-Löcknitz, des Weiteren die Linie Stettin-Wendorf-Köstin-Schmagerow-Salzow-Löcknitz-Prenzlau und weiter nach Berlin sowie die Linie Löcknitz-Salzow-Retzin-Glasow-Krackow bis nach Penkun. Von 1735 bis 1737 durchfuhr auf seinen Reisen von Berlin nach Stettin auch mehrmals der preußische König Friedrich Wilhelm I. Löcknitz und die umliegenden Dörfer mit seinen Kutschen. Dabei diente Löcknitz als Raststation und Ort für den Wechsel der Pferde der königlichen Kutschen.
Nachdem erstmals bereits zwischen 1685 und 1687 unter Kurfürst Friedrich Wilhelm vergeblich versucht worden war, den unteren Randowbruch zwischen Löcknitz und Eggesin durch Melioration zu entwässern und trockenzulegen, wurde ab 1730 unter König Friedrich Wilhelm I. begonnen, den mittleren Randowbruch zu kultivieren und 8.800 Hektar neues Weide- und Ackerland zu schaffen. Dort sollten, einer bereits 1717 erlassenen königlichen Order folgend, Obstplantagen angelegt und Maulbeerbäume gepflanzt werden um die von den Hugenotten aus Frankreich mitgebrachte Seidenraupenzucht und die Herstellung von Seiden und Stoffen zu fördern. Dafür wurde zwischen Löcknitz und Schmölln ein neues Flussbett für die Randow gegraben mit einem engmaschigen Netz von noch bis heute vorhandenen Entwässerungs- und Abzugsgräben. Der gewünschte Erfolg blieb jedoch aus, da der untere Randowbruch zwischen Löcknitz und Eggesin, wo die Randow an ihrem Unterlauf in die Uecker mündet, immer noch nicht reguliert war und das Wasser dort noch nicht abfließen konnte. Zudem wurde bei Löcknitz das Wasser der Randow für die Löcknitzer Schlossmühle aufgestaut, wodurch insbesondere im Herbst und Frühjahr die Randowwiesen weiterhin überschwemmt wurden. Aus diesem Grund wurde die Löcknitzer Schlossmühle noch in den 1730er Jahren abgerissen und eine Windmühle errichtet. Die Regulierungsarbeiten an der Randow wurden jedoch noch unter König Friedrich Wilhelm I. aufgrund der äußerst hohen Kosten wieder eingestellt.

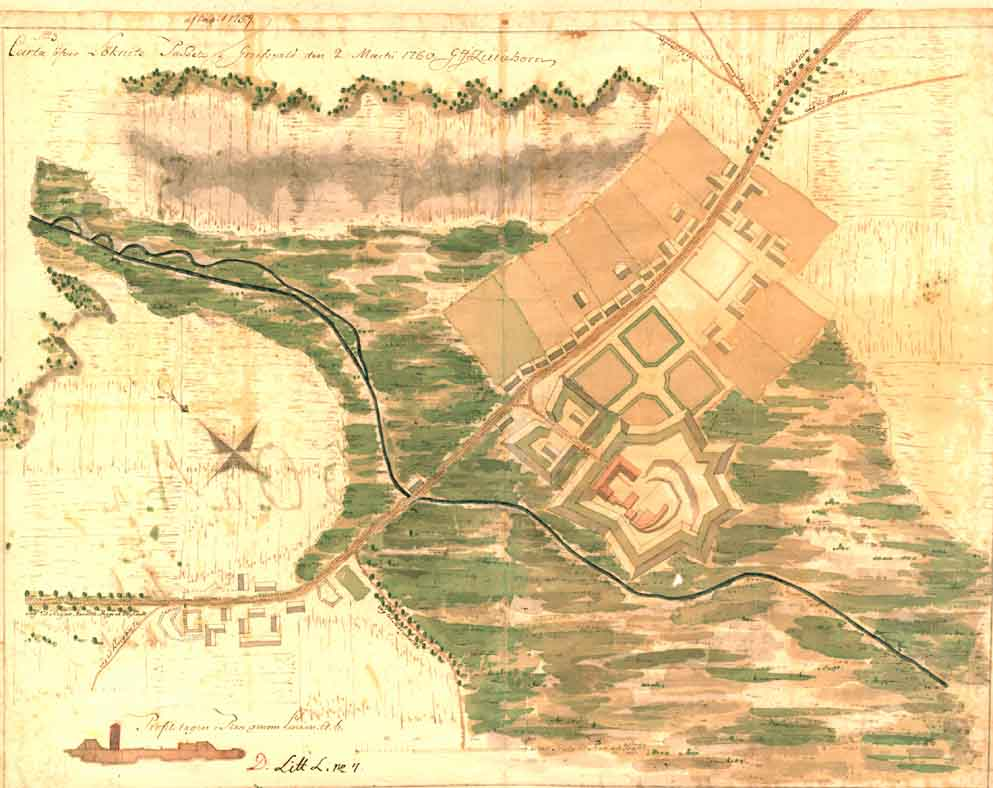
Ort und Burg Löcknitz von 1760 (Schwedisches Kriegsarchiv)

König Friedrich II. erneuerte 1742 mit einer königlichen Order nicht nur die Förderung der Seidenraupenzucht, sondern ließ die Arbeiten im Randowbruch schließlich wenige Jahre vor Ausbruch des Siebenjährigen Krieges auch fortsetzen. Dabei wurde die Regulierung des Unterlaufes der Randow von Eggesin stromaufwärts bis Löcknitz vorgenommen bei der innerhalb der sechs Jahre andauernden Arbeiten der Flusslauf begradigt und alle Krümmungen, Kurven und Flussschlingen beseitigt wurden. Dadurch verkürzte sich die Länge der Randow zwischen Löcknitz und Jägerbrück von ursprünglich 36 auf nur noch 22 Kilometer. Nachdem in Pasewalk bereits 1745 die erste Obstbaum- und Maulbeerplantage angelegt worden war, wurden auch in den umliegenden Dörfern sowie im Randowbruch, auch bei Löcknitz, Maulbeerbäume zur Seidenraupenzucht angepflanzt. Innerhalb von wenigen Jahrzehnten war die Randow bald jedoch wieder verschlammt und mit Unkraut und Gestrüpp zugewachsen, sodass zwischen 1772 und 1776 eine Nachregulierung und gründliche Reinigung stattfand. Dadurch entstanden im Randowbruch an den Ufern der Randow statt der bisherigen Bruchwälder, ausgedehntes Weideland. Die Seidenraupenzucht und die Anlegung von Maulbeerplantagen wurde hingegen recht bald eingestellt, nachdem sich nach wenigen Jahren das Klima in der Uckermark und in Pommern dafür als zu ungünstig herausgestellt hatte.
Obwohl Löcknitz seit dem Ende des Großen Nordischen Krieges 1720/21 im Hinterland lag, wurde es auch während des Siebenjährigen Krieges von 1756 bis 1763 nicht von Kriegshandlungen verschont. Im September 1757 stießen schwedische Truppen in Stärke von 17.000 Soldaten aus Schwedisch-Pommern kommend über die Peene Richtung südliches Vorpommern, Brandenburg und Uckermark vor und eroberten noch im Oktober Löcknitz, das als Vorposten der Festung Stettin von lediglich 3000 Mann starken preußischen Truppen verteidigt worden war. Unter dem vom preußischen König Friedrich II., dem Großen eingesetzten Befehlshaber Generalfeldmarschall Johann von Lehwaldt erreichten 25.000 Mann starke preußische Truppen aber im November Stettin und konnten am 8. Dezember 1757 nicht nur Löcknitz zurückerobern, sondern anschließend die Schweden über Pasewalk und Demmin wieder hinter die Peene zurückschlagen und bis vor Stralsund und Rügen zurückdrängen. Während des gesamten Jahres 1758 konnte Löcknitz durch preußische Truppen gehalten werden, die die Festung mit 5 Geschützen sowie neuen Schanzen und Palisaden stark ausbauten und die Furt durch die Randow militärisch sicherten. Ende August 1759 gelang es dem preußischen Major Otto Gottlob von Stülpnagel (1716–1772) von Löcknitz aus in einem Überraschungsangriff Pasewalk zu erobern und dabei 160 schwedische Soldaten gefangen zu nehmen. In einem sofort durchgeführten Gegenangriff konnten schwedische Truppen daraufhin am 3. September 1759 in einem Handstreich nochmals Löcknitz für wenige Tage zurückerobern, wobei die Schäferei in Löcknitz mit 3.500 Schafen komplett niederbrannte, bis sie sich im Januar 1760 endgültig hinter die Peene nach Schwedisch-Pommern zurückzogen. Löcknitz hatte in diesem Krieg durch ständige Truppendurchzüge und Kämpfe starke Zerstörungen erlitten, es gab 1760 außer der Burg, dem Schloss, Resten der Festungsanlage und dem Amt noch 25 Wohnhäuser. In den folgenden Jahrzehnten erholte sich Löcknitz jedoch relativ schnell und entwickelte sich von einer kleinen Siedlung im Schatten und zur Versorgung der Burg zu einem eigenständigen und größeren Dorf.

## 19. Jahrhundert

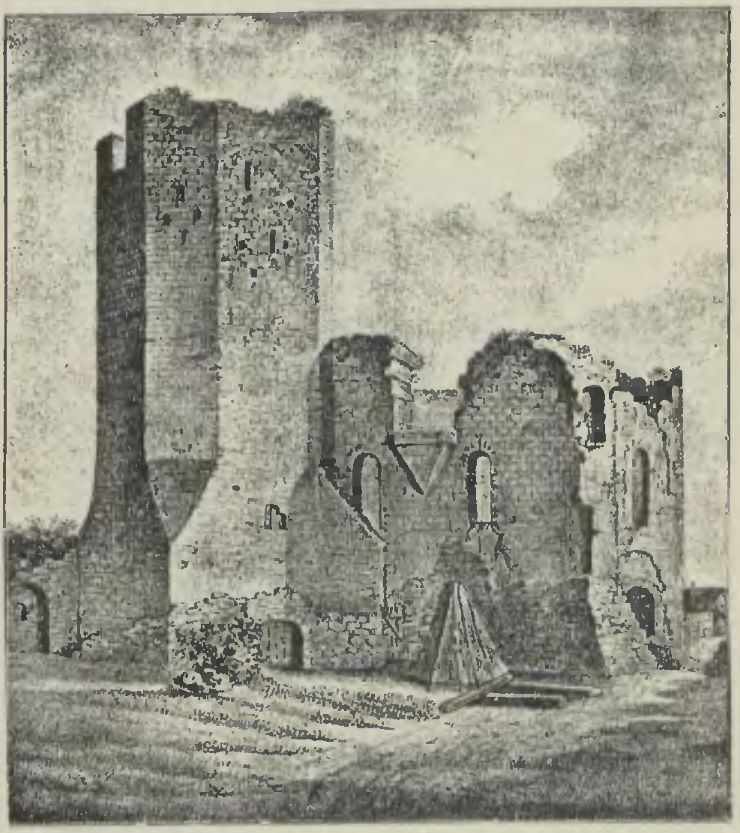
Ruinen von Bergfried und Kellergewölbes der Burg Löcknitz von 1842

1805 wurde die Schlosskapelle, in der die Gottesdienste der Gemeinde Löcknitz seit Ende des Dreißigjährigen Krieges 1648 stattgefunden hatten, wegen ihres desolaten Bauzustands abgerissen, nachdem bereits 1804 ein provisorischer Neubau einer kleinen aber ebenfalls von Anfang an wohl nicht sehr soliden Fachwerkkirche errichtet worden war.
Im Zuge der Napoleonischen Kriege von 1792 bis 1813 erlitt Preußen unter König Friedrich Wilhelm III. in der Schlacht bei Jena und Auerstedt im Oktober 1806 seine schwerste Niederlage gegen Frankreich unter Kaiser Napoleon I. Ganz Preußen wurde von französischen Truppen besetzt und am 28. Oktober 1806 auch Löcknitz, durch Kavallerieeinheiten unter dem Befehl von Marschall Joachim Murat, eines Schwagers Kaiser Napoleon I. Nach dem Frieden von Tilsit im Juli 1807 musste Preußen zudem hohe Kriegskontributionen an Frankreich zahlen und darüber hinaus fanden ständig Durchzüge französischer Truppen statt, die noch bis Dezember 1808 im Land blieben und in der Zeit auch verpflegt und einquartiert werden mussten. Auch in Löcknitz, das an der Heerstraße Richtung Osten lag, fanden in den nächsten Jahren immer wieder französische Truppendurchzügen zur Festung Stettin statt, die auch noch nach Dezember 1808 weiter von den Franzosen besetzt gehalten wurde. Für die Einquartierung und Verpflegung der französischen Truppen und der mit diesen durch den Rheinbund verbündeten bayrischen Einheiten die ebenfalls in Löcknitz standen, war der Oberamtmann Sänger vom Amt Löcknitz verantwortlich. Unter Aufsicht eines französischen Magazinverwalters musste er für das in Löcknitz eingerichtete Magazin der französischen Truppen Proviant von den Bauern aus den umliegenden Dörfern organisieren, sofern diese wegen der deswegen ausgebrochenen Hungersnot nicht schon geflohen waren. Allein im August und September 1807 wurden insgesamt 20.000 Verpflegungsrationen für das Magazin Löcknitz in den umliegenden Dörfern requiriert. Um die enormen Kosten für die Verpflegung und Einquartierung der französischen Besatzungstruppen, die hohen Kriegskontributionen sowie die nach der Niederlage angestrebten Reformen in Staat und Gesellschaft bezahlen zu können, musste Preußen zahlreiche königliche Staatsdomänen verkaufen um genügend Finanzmittel aufbringen zu können. Deshalb wurden 1807 die Domäne Löcknitz aufgelöst und große Teile der Ländereien parzelliert und einschließlich der Burg und des Schlosses an Privatbesitzer verkauft. Ab März 1812 musste Löcknitz erneut starke Truppenverbände, die Teil der französischen Grande Armée für Napoleons Russlandfeldzug waren, zur Einquartierung aufnehmen. In den nächsten drei Monaten bis Juni 1812 durchzog so auf der Landstraße von Anklam kommend, über Pasewalk ein Heer von ca. 180.000 Soldaten Löcknitz nach Stettin und weiter Richtung Moskau. Nach den Niederlagen Frankreichs in Russland mit dem Rückzug aus Moskau im Oktober 1812 und der Niederlage in der Völkerschlacht bei Leipzig im Oktober 1813 begannen die Befreiungskriege von 1813 bis 1815. Die französischen Truppen mussten sich daraufhin zurückziehen, hielten jedoch die Festung Stettin und das weitere Umland, so auch Löcknitz, weiterhin besetzt. Seit April 1813 belagerten preußische Truppen und 400 russische Kosaken Stettin, die jedoch die Festung und das Umland einschließlich Löcknitz erst im Dezember 1813 endgültig zurückerobern konnten. Nach der Besetzung von Paris im März 1814 durch die alliierten Koalitionstruppen sowie der endgültigen Niederlage Napoleons I. in der Schlacht von Waterloo/Belle-Alliance im Juni 1815 und dem damit einhergehenden Ende der Befreiungskriege, bekam Preußen anschließend auf dem Wiener Kongress 1814/15 das restliche Gebiet Vorpommerns nördlich der Peene einschließlich der Insel Rügen (Neuvorpommern) zugesprochen.
1818 fand im Königreich Preußen eine grundlegende Verwaltungsreform mit der Neuorganisation der Provinzen, Regierungsbezirke und Kreise statt. Im Zuge dessen wechselte Löcknitz jetzt endgültig von Brandenburg nach Pommern zurück und gehörte von 1818 bis 1939 nun zum Kreis Randow im Regierungsbezirk Stettin in der preußischen Provinz Pommern. Mit der 1807 erfolgten Auflösung der Domäne Löcknitz hatte sich die wirtschaftliche und gesellschaftliche Struktur von Löcknitz deutlich verändert. So gab es nun durch die Parzellierung der Ländereien und deren Verkauf erstmals bäuerlichen Privatbesitz in Löcknitz, ebenfalls befanden sich nun Burg und Schloss in Privatbesitz. Die restlichen Ländereien, Wald- und Wasserflächen sowie der Löcknitzer See der ehemaligen Domäne Löcknitz waren hingegen an die Domäne Caselow übergegangen.
Am 20. September 1832 war in Löcknitz ein Großbrand ausgebrochen, bei dem etwa die Hälfte des Ortes zerstört wurde. Dabei kam während des Feuers bei Lösch- und Rettungsarbeiten auch der Löcknitzer Pfarrer Julius Theodor Moll ums Leben. Im zu Ehren wurde deshalb am 7. Oktober 1832 vom evangelischen Pfarrer Carl Büchsel aus Prenzlau eine Gedächtnispredigt in Löcknitz gehalten.
Bereits ab 1820 war die Chaussee Pasewalk-Löcknitz-Stettin gebaut worden, wodurch Löcknitz verkehrstechnisch nun wesentlich besser an die nur 25 km östlich gelegene, pommersche Provinzhauptstadt Stettin mit ihrem wichtigen Hafen angeschlossen wurde. Mit dem Bau der Chaussee Prenzlau-Pasewalk-Anklam-Stralsund von 1832 bis 1836 fand Löcknitz auch Anschluss an das überregionale Straßenverkehrsnetz. 1878/79 folgte die Chaussee Löcknitz-Brüssow-Prenzlau mit der Löcknitz besser mit Brandenburg und der Uckermark verbunden wurde. Bereits im November 1862 war Löcknitz durch die Berlin-Stettiner Eisenbahn-Gesellschaft an das preußische Eisenbahnnetz angeschlossen worden. Im März und November 1863 wurden die Eisenbahnstrecken Angermünde-Pasewalk-Anklam-Stralsund sowie Pasewalk-Löcknitz-Stettin eröffnet. Im selben Jahr erhielt Löcknitz auch ein Bahnhofsgebäude. In den 1850er/60er Jahren war das zu diesem Zeitpunkt 1.100 Einwohner zählende Löcknitz mit 85 Wohnhäusern und 289 Familien sowie über 80 Bauernhöfe, etwa 50 Handwerksbetrieben, 6 Gaststätten sowie 15 Handel- und Gewerbetreibenden noch eher dörflich geprägt. Mit den neuen Verkehrsanbindungen verbesserte sich aber insbesondere die wirtschaftliche Situation für Löcknitz deutlich.

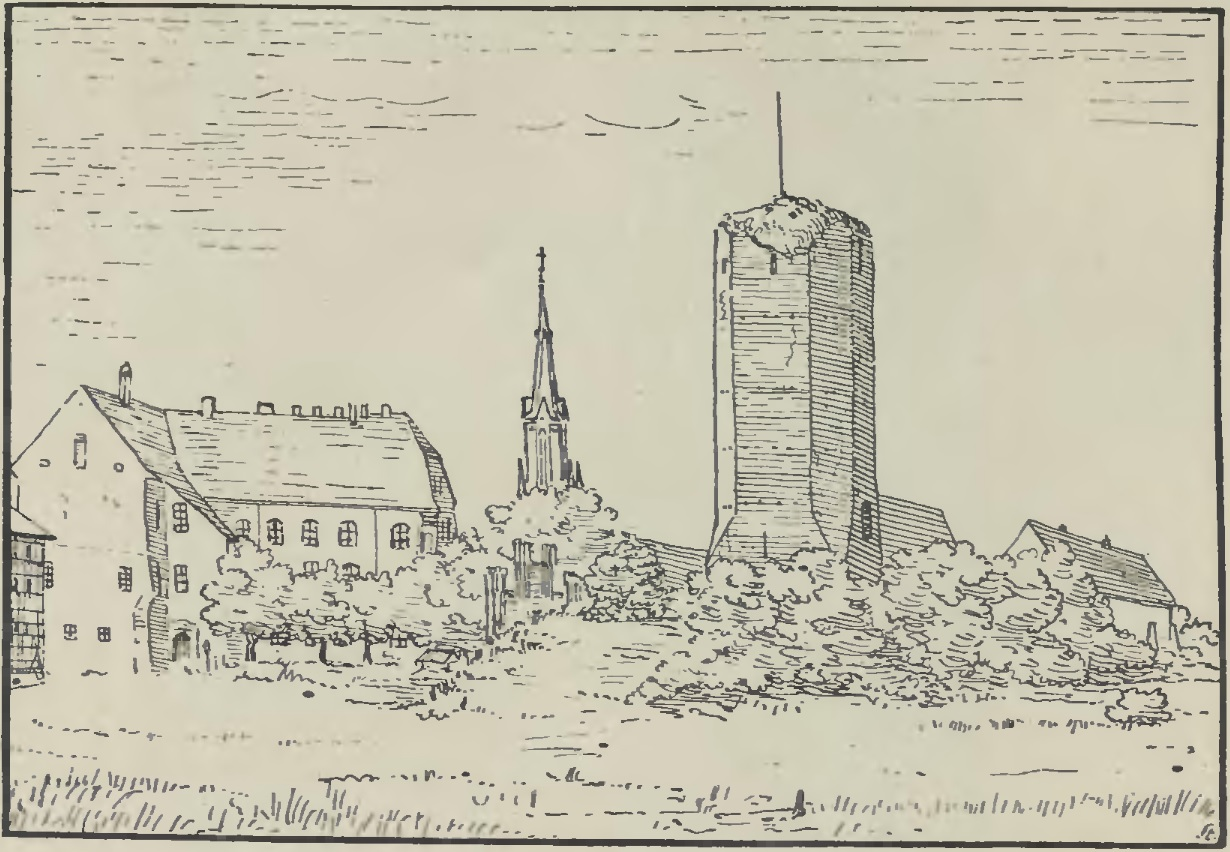
Schloss und Bergfried der Burg Löcknitz, ca. um 1851

Bis 1841 standen auch noch größere Teile der Burg Löcknitz, jedoch stellten der Bergfried sowie das Kellergewölbe faktisch nur noch Ruinen dar. Das direkt an die Burg angrenzende Schloss war 1851 hingegen vom Besitzer der nahen Schlossbrauerei grundlegend renoviert und darin Mietwohnungen eingerichtet worden. 1863/64 war die 1804 in Löcknitz errichtete provisorische Notkirche aus Fachwerk genauso wie das alte Pfarrhaus ebenfalls bereits stark baufällig, weshalb beide abgerissen werden mussten. Nachdem bereits um 1863 mit den Neubau des noch bis heute als Pfarramt genutzten Pfarrhauses begonnen worden war, wurde am 1. Oktober 1869 auch der Grundstein für die noch bis heute stehende Löcknitzer Kirche im neugotischen Baustil gelegt. Bereits am 17. August 1870 wurde die Kirche fertiggestellt und am 13. Juni 1871 geweiht und der Gemeinde Löcknitz übergeben. Nach dem Deutsch-Französischen Krieg 1870/71 und der damit verbundenen Deutschen Reichseinigung, mit der Gründung des Deutschen Kaiserreiches durch die Kleindeutsche Lösung, kam es u. a. durch die Reparationszahlungen Frankreichs in Höhe von 5 Milliarden Francs an Deutschland zu einem starken Aufschwung der deutschen Wirtschaft, in der sogenannten „Gründerzeit“ bzw. den Gründerjahren. Auch Löcknitz profitierte von diesem wirtschaftlichen Aufschwung, sodass dadurch bedingt ab 1890 entlang der Chausseestraße, als der Hauptstraße durch den Ort, nicht nur erste Wohnhäuser aus Ziegelmauerwerk, kleinere Kaufhäuser, Läden und Geschäfte entstanden, sondern auch erste Industriebetriebe, die den städtischen Charakter des Ortes immer mehr hervortreten ließen. So wurden 1885 eine Eisengießerei und eine Molkerei im Ort errichtet und in den Jahren 1882 und 1895 insgesamt drei Sägewerke sowie eine Gasanstalt. Eine Sparkasse gibt es bereits seit 1881 durchgehend bis heute in Löcknitz. Direkt neben der neuerrichteten Kirche am Marktplatz wurde 1893, nachdem die dort stehende alte Pfarrscheune in einem Brand komplett zerstört worden war, an deren Stelle ein neues Schulhaus für die Gemeinde Löcknitz errichtet, das heutige Bürgerhaus (Alte Schule). Anlässlich des Löcknitzer Schützenfestes von 1897 wurde auf dem Marktplatz direkt neben der Kirche zur Chausseestraße hin noch eine Eiche gepflanzt, die dort noch heute steht. Die Schützenfeste in Löcknitz wurden im Übrigen zwischen 1870 und 1940 auf dem Alten Schützenplatz, im Wald nordwestlich des Löcknitzer Bahnhofs, auf einem von Hudeeichen umstandenen rechteckigen Platz abgehalten (→ Siehe: Sehenswürdigkeiten und Kultur).
Ab 1888 waren an der Randow erneut Meliorations- und Kultivierungsarbeit notwendig, bei denen im oberen Randowbruch von Löcknitz bis Retzin neue Entwässerungs- und Abzugskanäle angelegt wurden. In den Jahren 1900, 1905 sowie 1907/08 wurde die Randow nach 1776 erneut grundlegend von Unkraut und Gestrüpp gereinigt, das Flussbett vertieft und verbreitert und Stauschleusen angelegt damit die Acker- und Weideflächen im Sommer nicht austrockneten.

## 20. Jahrhundert

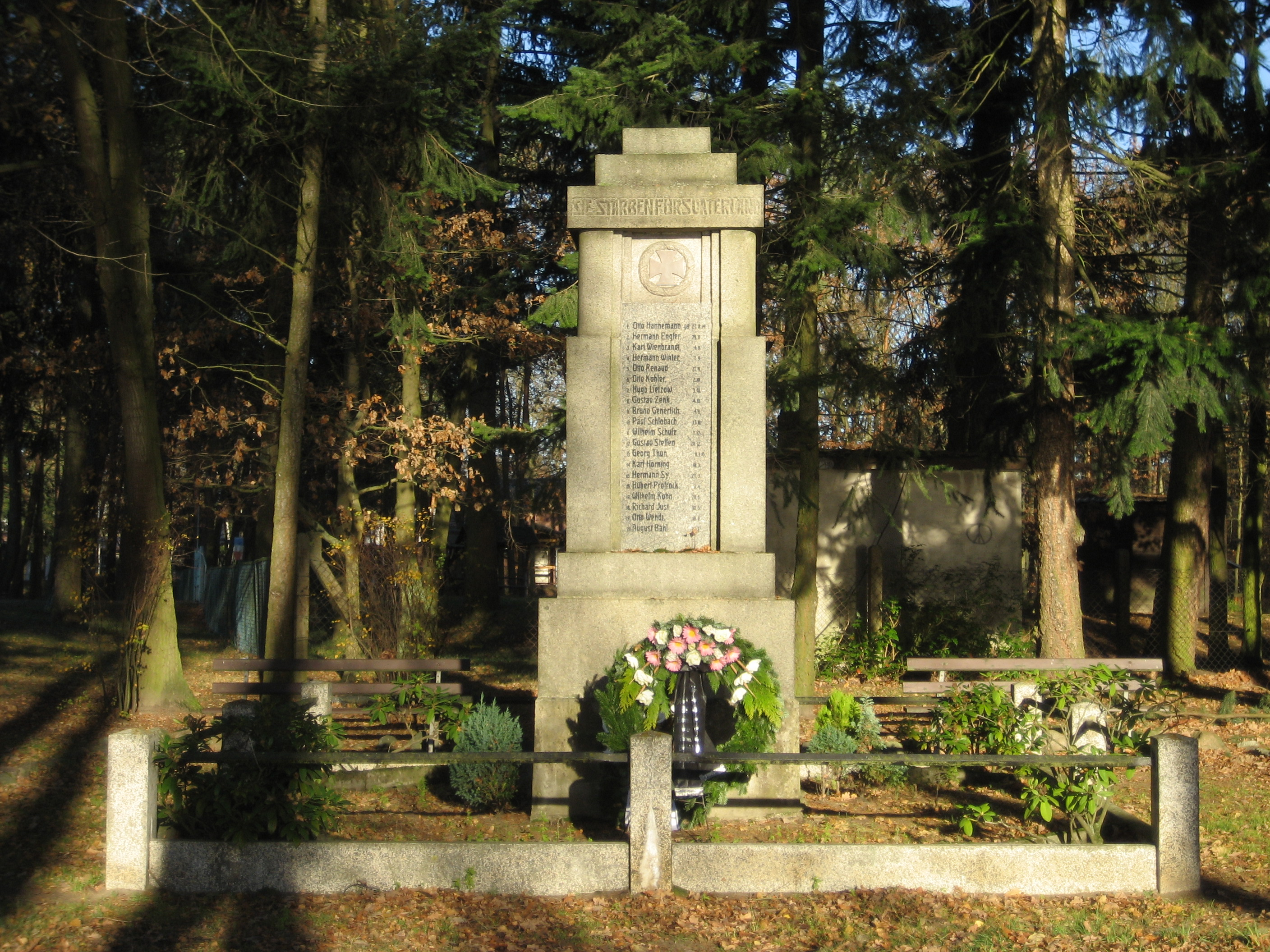
Kriegerdenkmal für die im Ersten Weltkrieg gefallenen Soldaten aus Löcknitz

### Deutsches Kaiserreich und Erster Weltkrieg
Zwischen 1910 und 1911/12 gab es in Löcknitz entlang der Chausseestraße zahlreiche Brände, bei denen viele der alten dort noch stehenden Häuser, teilweise noch aus Holz und mit Lehmfachwerk, abbrannten. Schon damals wurde davon ausgegangen das ein sogenannter Verschönerungsverein durch „warme Sanierungen“ dafür verantwortlich war. In der Folge wurden so jedoch entlang der Chausseestraße fast durchgehend neue Wohn- und Geschäftshäuser aus Ziegelmauerwerk errichtet, die Löcknitz einen deutlich städtischen Charakter verliehen und der durch den Ort verlaufenden Chaussee als Hauptverkehrsstraße einen einheitlichen und aufgeräumten Anblick gaben. Aus dieser Zeit stammt auch die Anekdote vom Löcknitzer Nachtwächter Bartel (→ Siehe: Sehenswürdigkeiten und Kultur). 1913 wurde Löcknitz zudem auch ans elektrische Stromnetz angeschlossen. Bereits im Mittelalter wurde Löcknitz und wird gelegentlich auch heute noch, als Stadt bezeichnet. Der Ort hatte jedoch aufgrund des nie verliehenen Privilegs des Marktrechts und damit das Fehlen eines Marktfleckens, nie das Stadtrecht besessen. Trotzdem hatte der Ort Mitte/Ende des 19. Jahrhunderts und ab Anfang des 20. Jahrhunderts und noch bis heute mehr städtischen als dörflichen Charakter. Dazu trug auch bei, dass Löcknitz kurz vor Beginn des Ersten Weltkrieges sowie in den 1920er/30er Jahren durch neue Straßenzüge und Wohnsiedlungen erweitert wurde und so auch die Bevölkerungszahl stetig zunahm. Bereits 1911 war am Ortsausgang von Löcknitz Richtung Boock und Rothenklempenow, hinter der Brücke über den Plöwenschen Abzugskanal, der auch als Schafsgraben bezeichnet wird, mit dem sogenannten Löcknitzer Kamp eine neue kleine Siedlung entstanden, bei der 1916 zudem eine Hanffabrik errichtet wurde. Um 1920 wurden die ersten Häuser hinter dem Bahnhof in der Nähe des Schmoktanger im Waldweg errichtet und in dessen Fortsetzung ca. 1938 die Waldsiedlung am Waldessaum.
Während des Ersten Weltkrieges von 1914 bis 1918 war Löcknitz von Kampfhandlungen oder Kriegseinwirkungen nicht betroffen. Jedoch hatte der Ort trotzdem Opfer zu verzeichnen. Von den 2.400 Einwohnern die Löcknitz 1918 hatte, waren 1.176 männliche. Von denen die davon in die Königlich Preußische Armee bzw. in das Deutsche Heer eingezogen worden waren, waren bis zum Kriegsende 79 Soldaten gefallen und 36 schwer verwundet worden. Bis heute erinnert an sie ein am Löcknitzer See stehendes Kriegerdenkmal mit der Auflistung aller 79 Namen der gefallenen Soldaten aus Löcknitz (→ Siehe: Sehenswürdigkeiten und Kultur).

### Weimarer Republik
Mit dem Ende des Ersten Weltkrieges, dem Ausbruch der Novemberrevolution, der Abdankung Kaiser Wilhelm II. und der Ausrufung der Republik im November 1918, hatte sich auch in Löcknitz um die Jahreswende 1918/19 aus der Unabhängigen Sozialdemokratischen Partei Deutschlands (USPD) und dem Spartakusbund eine Ortsgruppe der Kommunistischen Partei Deutschlands (KPD) gegründet. Während der gesamten Zeit der Weimarer Republik stellte sie im Ort eine starke politische Kraft dar, in der sich die Arbeiter der Industriebetriebe des Ortes zusammengeschlossen hatten. Beim Kapp-Lüttwitz-Putsch im März 1920 kam es auch in der Gegend von Löcknitz zu Auseinandersetzungen zwischen rechts-konservativen Truppenteilen und linken Arbeiterverbänden. Die aus Greifswald kommenden rechten Truppenteile und konservative Studentenverbindungen trafen zwischen den Dörfern Mewegen und Blankensee auf die von Löcknitz kommenden linken Arbeiterverbände, wo es zu einem Feuergefecht mit mehreren Verletzten kam. Von bewaffneten Arbeitern aus Löcknitz wurde in diesen Tagen ebenfalls das Gut Salzow besetzt und dessen Besitzer vorübergehend verhaftet, da dieser im Verdacht stand den rechts-konservativen Putsch zu unterstützen. 1921 stellte die inzwischen deutlich gewachsene Gemeinde Löcknitz eine Pflichtfeuerwehr auf, was als Geburtsstunde der heutigen Freiwilligen Feuerwehr Löcknitz gilt. 1928 und 1935 wurden in Löcknitz die Chausseestraße neu gepflastert und die Gehsteige an den Seiten erhielten Schrittplatten, während die Seitenstraßen befestigt wurden. 1928 wurde so die Chausseestraße in einem ersten Abschnitt von der Bollbrücke an der Straßenbrücke über die Randow bis zum Marktplatz an der Kirche gepflastert und 1935 in einem zweiten Abschnitt von dort weiter bis zur 1930/31–1933 errichteten Turnhalle und heute noch stehenden Kulturhalle am Ortsausgang von Löcknitz Richtung Stettin. Verbunden mit dem zwischen 1926 und 1928 erfolgten Bau des Wasserturmes beim Bahnhof und der Verlegung der ersten Wasserleitungen in Löcknitz, trugen diese Maßnahme zu einer wesentlich besseren Straße durch Löcknitz bei und verbesserte sowohl das Ortsbild als auch die Lebensqualität im Ort deutlich. In den 1920er Jahren blühte in Löcknitz auch das Vereinsleben stark auf. Es gab 6 verschiedene Bürger- und Arbeitersportvereine wie den ASV Freie Turnerschaft 1920, den ASV Fichte Rot Sport 1930, den Radsportverein Solidarität 1930, die Deutsche Turnerschaft/Blaue Turnerschaft 1888, den SV Vorwärts Löcknitz 1920 und den Schwimmverein Triton. Ebenfalls gab es zahlreiche Sportstätten im Ort, wie Sport-, Tennis- und Schießplätze, die Badeanstalt und eine Kegelbahn. Im kulturellen Leben spielten aber auch die beiden Gesangsvereine des Ortes, Blauer Gesangsverein 1880 und Roter Gesangsverein 1920 eine wichtige Rolle.
Unter dem Motto „Löcknitz – Stätte der Erholung: Wasser, Wald und frische Luft“ wurde der Ort 1930 anerkannter und bekannter Luftkurort in Pommern. Er war als Naherholungsgebiet insbesondere bei der Bevölkerung der nur 25 Kilometer entfernten Großstadt Stettin nachgefragt. Sehr beliebt waren der Löcknitzer See mit der bereits 1915 errichteten Badeanstalt an der Tausendjährigen Eiche am Rötberg, die waldreiche Umgebung von Löcknitz sowie das 1926 erbaute und heute noch existierende Haus am See mit dem Restaurant Seeblick, der Seepromenade und der dort ebenfalls 1926 am Seeberg neu errichteten und noch bis heute dort befindlichen Löcknitzer Badeanstalt, die 1935 durch den Bau von Stegen und eines Sprungturms vervollständigt wurde. Damit verbunden errichteten in den 1930er Jahren zudem wohlhabende Bürger und Geschäftsleute aus Stettin mehrere Villen für ihre Wochenendaufenthalte in Löcknitz, sowohl an der Chausseestraße im Bereich der heutigen Karl-Liebknecht-Straße und der Erwin-Fischer-Straße, dem sogenannten Villenviertel, als auch im Bereich der Ernst-Thälmann-Straße, der damaligen Bahnhofsstraße. Diese Villen sind auch heute größtenteils noch vorhanden und stehen auf der Liste der Baudenkmale von Löcknitz. Grundsätzlich erlebte Löcknitz in den 1930er Jahren einen erneuten und rasanten wirtschaftlichen Aufschwung nach dem Ende des Ersten Weltkrieges 1918, den wirtschaftlichen und politischen Krisenjahren der Weimarer Republik Anfang der 1920er verbunden mit den hohen deutschen Reparationszahlungen im Zuge des Versailler Vertrages sowie der Weltwirtschaftskrise ab 1929/30. So gab es in den 1930er/40er Jahren in Löcknitz gut 70 Hotels, Gaststätten, Kaufhäuser, Läden und Geschäfte, 35 Handwerksbetriebe sowie mit zwei Sägewerken, einer Möbelfabrik, einem Baubetrieb und der Molkerei insgesamt 5 größere Industriebetriebe. Daneben stellten 10 Konfektionsschneider im Ort größere Mengen von Kleidung und Stoffsachen für Geschäfte in Stettin her. 1932 bestand die Gemeinde Löcknitz auf einer Fläche von 16,2 km² aus insgesamt 5 Wohnorten (Löcknitz, Forsthaus Löcknitz, Fischerhaus, Johannisberg und Gut Salzow). Zudem war Löcknitz Sitz des gleichnamigen Amtes Löcknitz, dem ein ehrenamtlicher auf sechs Jahre gewählter Amtsvorsteher vorstand. Zum Amtsbezirk Löcknitz gehörten damals die Gemeinden Bismark, Grambow, Löcknitz, Plöwen, Ramin und Retzin.

### Drittes Reich
Mit dem Aufstieg der Nationalsozialistischen Deutschen Arbeiterpartei (NSDAP) unter Adolf Hitler und deren Wahlerfolgen in den Reichstagswahlen ab 1930 kam es zwischen deren rechten paramilitärischen Parteikampforganisationen, der Schutzstaffel (SS) und der Sturmabteilung (SA), zu Zusammenstößen mit den linken Parteikampforganisationen der KPD, wie dem Kommunistischen Jugendverband Deutschlands (KJVD). Nach Flugblattaktion des KJVD in Löcknitz gegen Faschismus, Nationalsozialismus und die NSDAP verwüsteten SA-Männer im Juni 1932 Wohnungen von KPD-Mitgliedern und Arbeitern, stürmten das Versammlungslokal der KPD auf der Bollbrücke und versuchten dieses erfolglos in Brand zustecken. Mit der „Machtergreifung“ der Nationalsozialisten der NSDAP unter Hitler im Januar 1933 führte noch im selben Monat die KPD-Ortsgruppe Löcknitz ihre letzte offizielle Sitzung durch. Auf dieser wurde beschlossen in den Untergrund zu gehen und dort in Abstimmung und auf Befehl der in Stettin bereits agierenden KPD-Untergrundorganisation den Kampf gegen das Nazi-Regime fortzuführen. Nachdem jedoch im März 1933 die KPD zunächst aus dem Reichstag ausgeschlossen und im Mai verboten worden war und deren Mitglieder systematisch verfolgt wurden, wurden bis Juni 1933 u. a. mit Gustav und Hermann Roggow, auch in Löcknitz die letzten KPD-Funktionäre relativ schnell verhaftet.
Eine jüdische Gemeinde gab es mindestens bereits seit dem 19. Jahrhundert in Löcknitz. So sind 1883 insgesamt 11 jüdische Männer aus Löcknitz bekannt, die zur jüdischen Gemeinde Pasewalk gehörten. Bis 1890 war die jüdische Gemeinde von Löcknitz so groß, dass im September des Jahres eine Filialgemeinde der jüdischen Gemeinde Pasewalk eingerichtet und zudem vereinbart wurde, dass der Pasewalker Rabbiner S. Grünfeld die Gottesdienste sowie den Elementar- und Religionsunterricht in Löcknitz durchführte. 1925 zählte die jüdische Gemeinde Löcknitz insgesamt 37 Personen, während in einem Mitgliederverzeichnis der Gemeinde Pasewalk vom Februar 1933 in Löcknitz 9 jüdische Männer erwähnt werden. Mit der Machtergreifung der Nationalsozialisten und während der Zeit des Nationalsozialismus von 1933 bis 1945 ging die Gesamtzahl der Mitglieder der jüdischen Gemeinde Löcknitz bis 1938/39 auf noch etwa 17 bis 20 Personen zurück. An der Ecke der heutigen Chausseestraße/Straße der Republik war damals im Geschäft der jüdischen Familie Schwarzweiß auch der Gebetsraum der kleinen jüdischen Gemeinde des Ortes untergebracht. Im Zuge der Novemberpogrome vom 9./10. November 1938 und der Nachricht von ersten Gewalttaten gegen Juden in Stettin versteckten sich die jüdischen Familien von Löcknitz, wie die Scharlachs, die Schwarzweiß, die Wolfsfelds, die Feinbergs und die Leskes, in ihren Wohnungen oder auf Dachböden. In dieser Nacht kam es zum Sturm, der Plünderung und Zerstörung der jüdischen Geschäfte, des Eigentums sowie des Gebetsraumes auch in Löcknitz. SS- und SA-Männer zerwarfen die Fensterscheiben der jüdischen Geschäfte, schändeten den Gebetsraum, verbrannten Bücher, religiöse Gegenstände und Möbel auf der Löcknitzer Chausseestraße und rissen den sechseckigen Davidstern von der Hauswand in der Chausseestraße 22. Dabei wurde auch der jüdische Uhrmacher Feinberg im Ort aufgegriffen, beschimpft, brutal über die Chausseestraße geschleift und öffentlich misshandelt. Das genaue Datum des Abtransports und der Deportation der Juden von Löcknitz ist nicht klar, jedenfalls kurz nach Beginn des Zweiten Weltkrieges noch 1939 innerhalb einer Nacht. Sie wurden zum Stettiner Güterbahnhof gebracht, dort verladen und anschließend nach Osten in das nach dem deutschen Überfall auf Polen im September 1939 dort errichtete Generalgouvernement verbracht. Der zurückgebliebene Hausrat und anderes Eigentum der Löcknitzer Juden wurde anschließend öffentlich versteigert und von deren ehemaligen Nachbarn im Ort aufgekauft. Über den Löcknitzer Kaufmann Max Wolfsfeld ist durch eine Liste des Judenrates der Stadt Lublin von Februar 1940 bekannt, dass er mit seiner Frau und seinen beiden Töchtern in den Distrikt Lublin deportiert worden ist, in die Gegend um die Städte Piaski und Bełżyce. Lediglich von Simon Schwarzweiß aus Löcknitz ist bekannt, dass er noch rechtzeitig nach Argentinien fliehen konnte, während die meisten Angehörigen seiner Familie nach der Deportation in den Konzentrationslagern des NS-Regimes umkamen. 1988 wurde an der Stelle des ehemaligen Geschäfts der Familie Schwarzweiß und des ehemaligen Gebetsraumes der jüdischen Gemeinde von Löcknitz ein Denkmal in Erinnerung an die jüdische Gemeinde und deren Verfolgung, Vertreibung und Ermordung errichtet (→ Siehe Sehenswürdigkeiten und Kultur).
Im Zuge der fortschreitenden Aufrüstung der Wehrmacht wurde 1938 in der Nähe von Löcknitz, an der Straße nach Rothenklempenow hinter dem Abzweig nach Boock, eine Munitionsanstalt (MunA) der Teilstreitkraft des Heeres der Wehrmacht errichtet. Auf einem 5 Kilometer mal 3 Kilometer großen Waldareal zwischen den Orten Löcknitz, Boock und Rothenklempenow entstanden Verwaltungsgebäude, Wohnbaracken und unzählige Betonbunker und Unterstände. In diesen wurden die in der Sprengstofffabrik Torgelow, einer Schwesterfabrik der Sprengstofffabrik Ueckermünde, die beide zur Deutschen Sprengchemie GmbH (DSC), einer Tochtergesellschaft der Westfälisch-Anhaltischen Sprengstoff-Actien-Gesellschaft (WASAG), gehörten, Sprengstoff und Munitionsteile zusammengestellt, verfüllt, montiert, gelagert und nach Bedarf verladen. In der Heeres-Munitionsanstalt Löcknitz wurde dabei auch das gefährliche Gelbkreuzgas, besser bekannt unter dem Namen Senfgas, in verschiedene Munitionsarten abgefüllt. In Schichten rund um die Uhr, Tag und Nacht, arbeiteten insgesamt ca. 2.000 Personen aus Löcknitz und den umliegenden Dörfern sowie aus Stettin in der MunA, wodurch diese kurz vor und während des Zweiten Weltkrieges der größte Arbeitgeber der Gegend war. Nach dem Westfeldzug der deutschen Wehrmacht 1940 wurden französische und belgische Kriegsgefangene zum Bau einer festen Betonplattenstraße von Löcknitz und dem Löcknitzer Kamp zur Heeres-Munitionsanstalt sowie nach Boock und Rothenklempenow als Zwangsarbeiter eingesetzt. Im Bereich von Löcknitz bis zum Löcknitzer Kamp wurde diese Betonplattenstraße erst 2012/13 durch eine komplett neue Asphaltstraße ersetzt, vom Löcknitzer Kamp bis nach Boock und Rothenklempenow ist sie hingegen noch vorhanden, wurde aber bereits in den 1990er Jahren und zuletzt 2011 neu mit Asphalt überzogen.
Am 15. Oktober 1939 wurde in einer Verwaltungsreform durch das Groß-Stettin-Gesetz der bisherige Stadtkreis Stettin durch die Eingemeindung von 2 Städten und 36 Gemeinden im Umkreis von 10 Kilometern um die Stadt zu Groß-Stettin. Damit einhergehend wurde gleichzeitig der Landkreis Randow aufgelöst und dessen südlicher Teil dem Landkreis Greifenhagen und der nördliche Teil dem Landkreis Ueckermünde angegliedert. Löcknitz gehörte so ab 1939 zum Landkreis Ueckermünde im Regierungsbezirk Stettin in der Provinz Pommern.

### Zweiter Weltkrieg

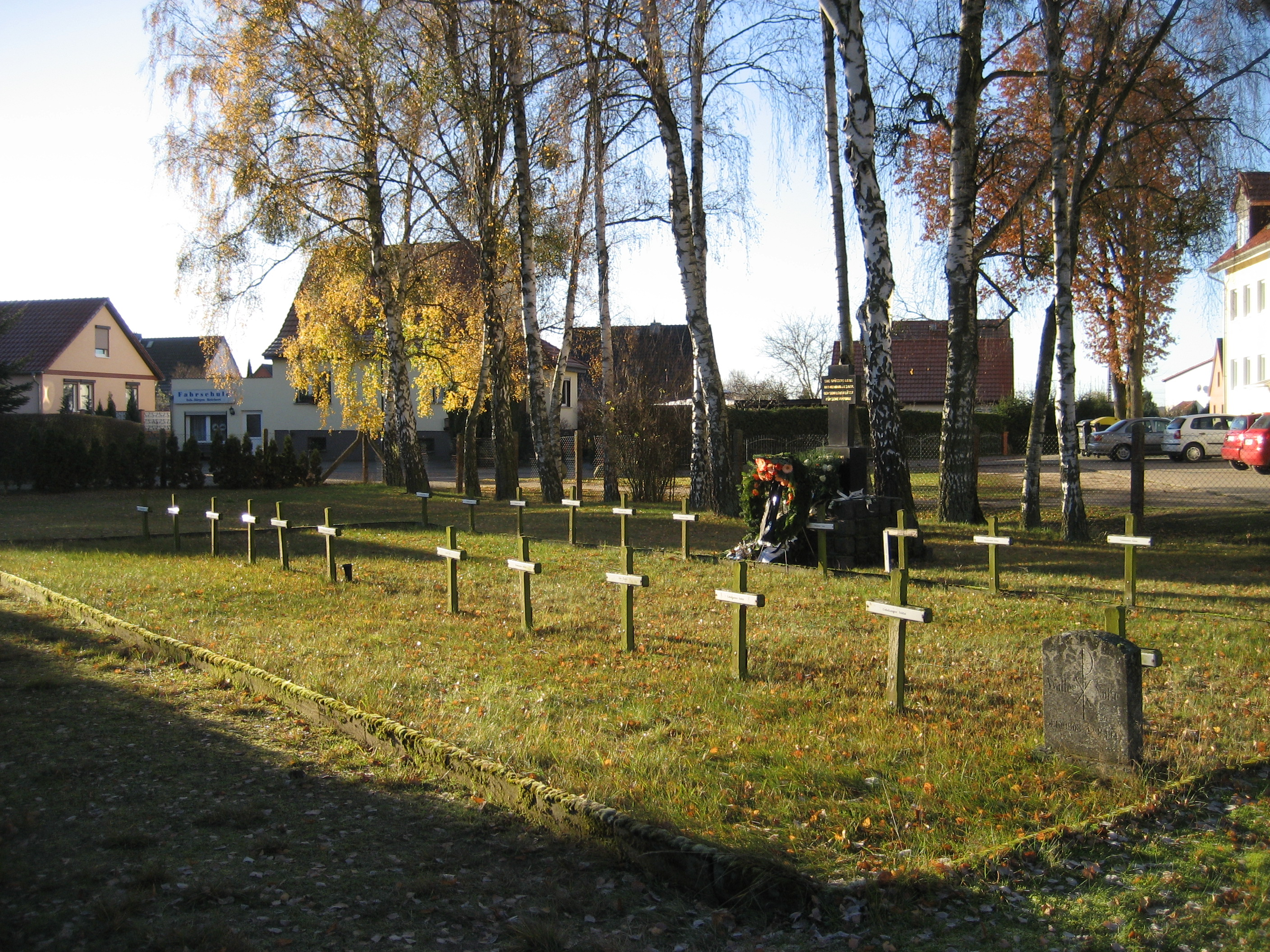
Deutsches Soldatengräberfeld auf dem Löcknitzer Friedhof

In den letzten Tagen des Zweiten Weltkrieges von 1939 bis 1945, wurde Löcknitz im April 1945 noch in die Hauptkampflinie der deutschen Wehrmacht an der Randow-Verteidigungslinie mit einbezogen. Die vorrückenden sowjetischen Truppen der Roten Armee, die bereits Stettin erobert und die Oder überschritten hatten, sollten in Löcknitz, für das am 25. April 1945 durch die deutschen zivilen und militärischen Dienststellen der Totalräumungsbefehl ergangen war, mit Panzersperren an der Randow aufgehalten werden. Eine von den sowjetischen Truppen am 26. April 1945 durch Abwerfen von Flugblättern geforderte Kapitulation des Ortes wurde von der Wehrmacht nicht befolgt und die militärisch sinnlose Verteidigung fortgesetzt. Die polnische Freiwillige bombardierte Löcknitz daraufhin als unterstützende Maßnahme ihren russischen Verbündeten gegenüber, wodurch es zu starken Schäden im Ort kam, so wurde nur der Bahnhof und Anlagen der Reichsbahn in Mitleidenschaft gezogen. Vele der Wohnhäuser in der Bahnhof- und Chausseestraße, aber auch Kaufhäuser und Geschäfte die von NSDAP Mitgliedern bewohnt und betrieben wurden, sind in der Folge als die Löcknitzer Bevölkerung den Ort verließ von polnischen Zwangsarbeitern aus Rache in Brand gesetzt worden. Noch am selben Tag rückten nördlich und östlich der Randow sowjetische Truppen und Panzerverbände auf der Straße zwischen Löcknitz und Retzin vor und eröffneten u. a. vom Johannisberg ebenfalls den Beschuss auf Löcknitz. Zur Abwehr der sowjetischen Truppen und Panzer hatten sich Truppenteile der Wehrmacht und der Waffen-SS nicht nur direkt im Ort an der Straßenbrücke über die Randow, sondern auch westlich der Randow, im etwas höher gelegenen Ort Bergholz verschanzt und schossen von dort mit Panzerabwehrkanonen Richtung Löcknitz. Da Löcknitz tiefer im Randowbruch liegt, wie in einem Kessel, kam es durch den gegenseitigen massiven Beschuss der sowjetischen und deutschen Truppen zu schwersten Schäden innerhalb des Ortes, so wurde u. a. die Kirche mit dem Turm sowie der Burgfried stark beschädigt und weitere Wohnhäuser in der Chausseestraße in Brand geschossen.

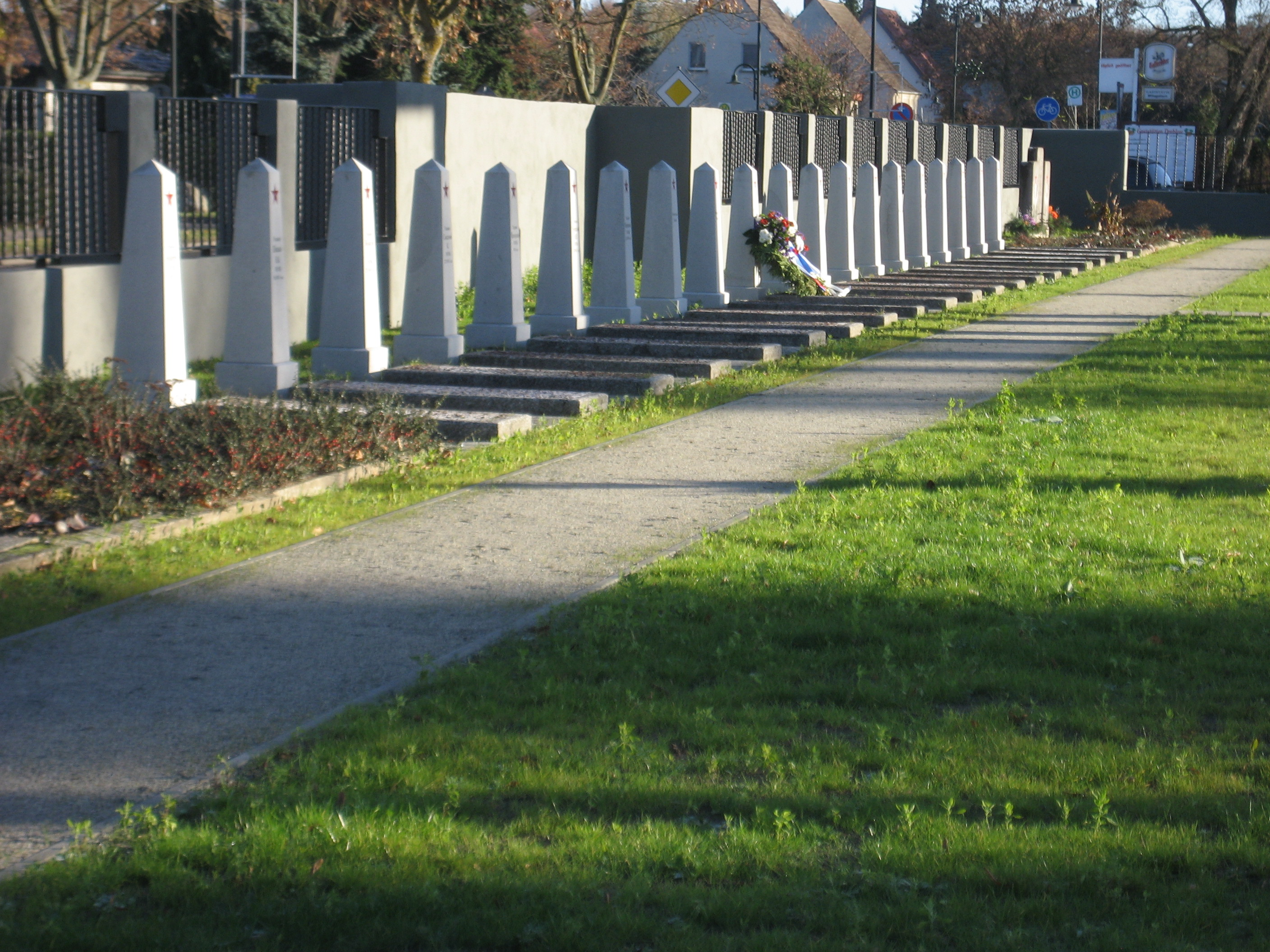
Sowjetische Ehrenfriedhof am Ortsausgang Löcknitz Richtung Linken

Gegen den starken sowjetischen Angriff konnten die Truppenteile der Wehrmacht in und um Löcknitz den Ort jedoch nicht lange halten. Nach harten Straßenkämpfen gegen die sowjetischen Truppen im Ort und nachdem die Randowbrücke bereits mehrmals den Besitzer gewechselt hatte, sprengten sie deshalb die Straßen- und Eisenbahnbrücke über die Randow und zogen sich Richtung Pasewalk auf die Uecker-Verteidigungslinie zurück. Am 27. April 1945 besetzten sowjetische Truppen daraufhin den Ort, wodurch die Kampfhandlungen in um Löcknitz endeten. Anschließend marschierten sie über die links und rechts neben der ehemaligen Randowbrücke errichteten Notbrücken nach Pasewalk und Prenzlau weiter. Löcknitz war durch die Kriegseinwirkungen während der Kampfhandlungen zu 66 % zerstört worden. Von den etwa 3.200 Einwohnern von Löcknitz waren durch die Kampfhandlungen 137 Menschen getötet und 65 schwer verletzt worden. Von den 1.076 männlichen Personen im Alter zwischen 18 und 60 Jahren die Löcknitz hatte, waren von denen, die zur Wehrmacht eingezogen worden waren, 200 Soldaten gefallen oder schwer verwundet worden. Von den schweren Kämpfen in und um Löcknitz zeugen heute noch einerseits das Deutsche Soldatengräberfeld auf dem Löcknitzer Friedhof sowie andererseits der nach dem Ende des Zweiten Weltkrieges 1947 errichtete Sowjetische Ehrenfriedhof am Ortsausgang von Löcknitz Richtung Stettin (→ Siehe: Sehenswürdigkeiten und Kultur).

### Nachkriegszeit und DDR-Zeit

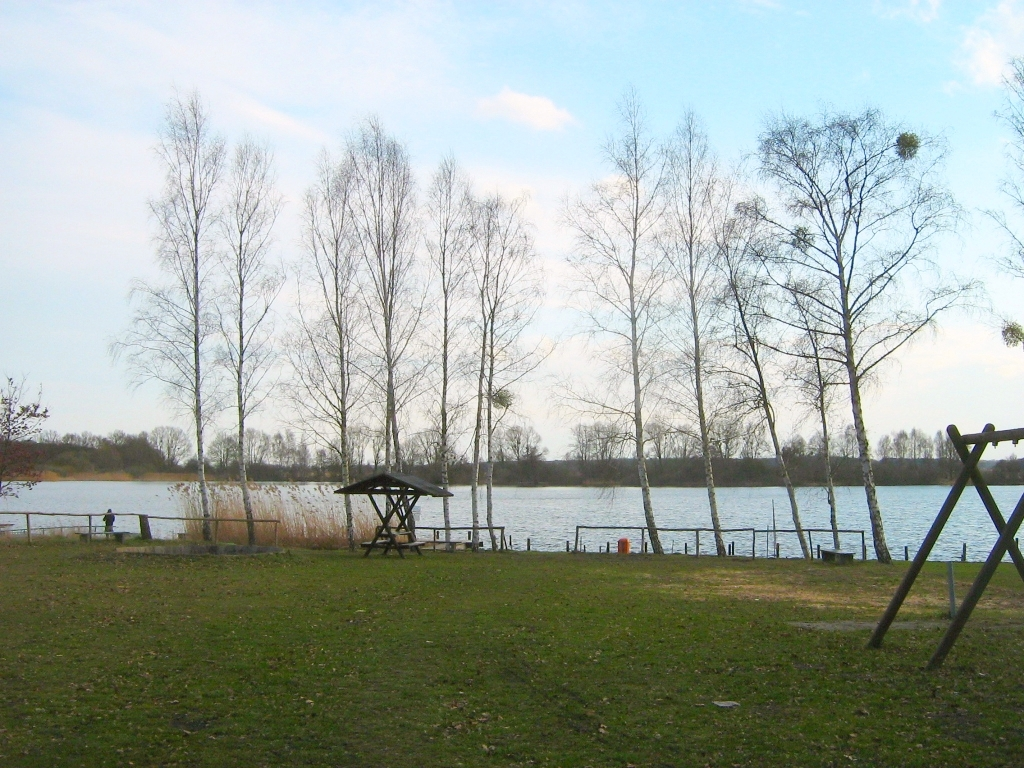
Löcknitzer See als beliebter Treffpunkt

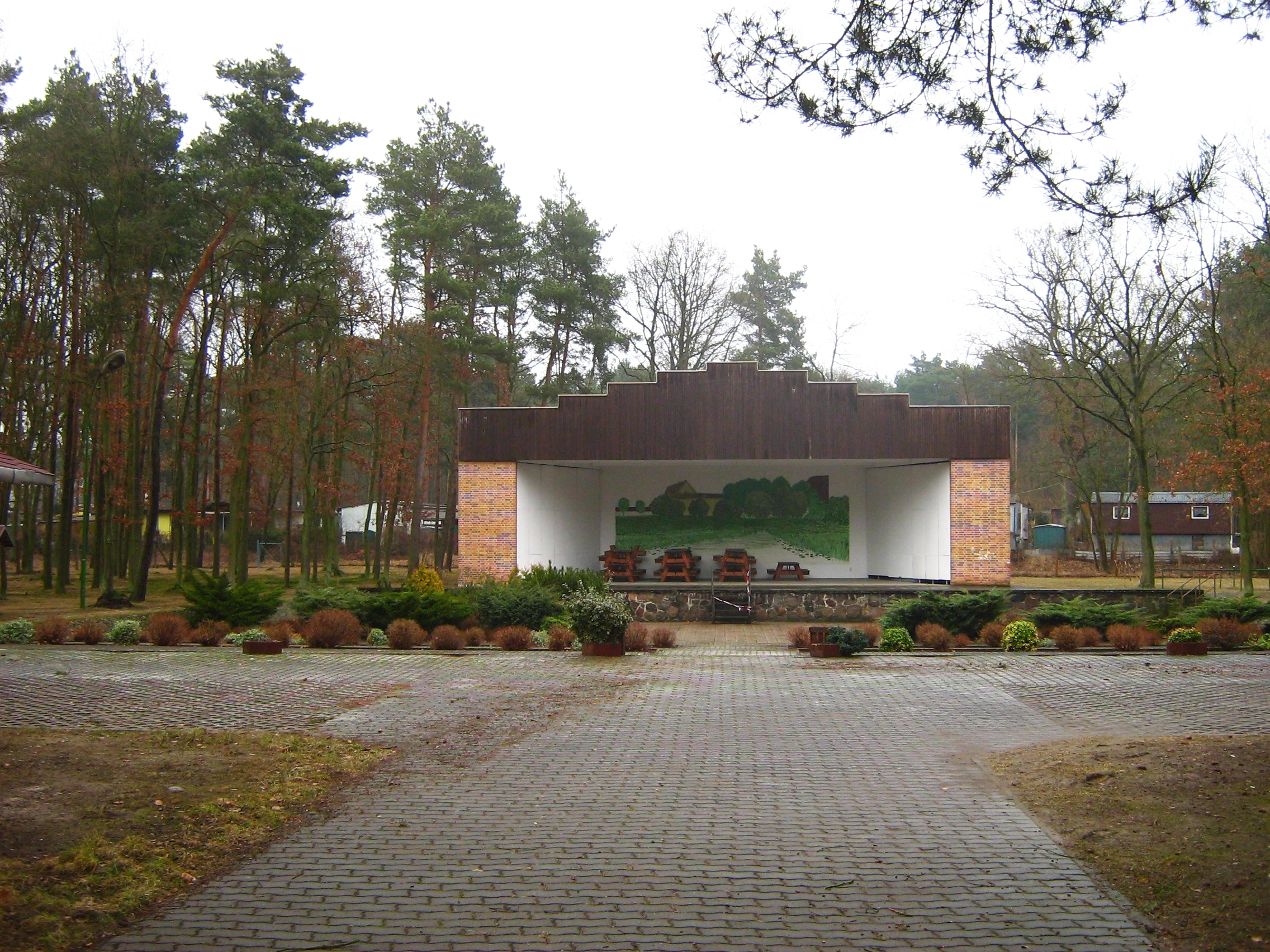
Freilichtbühne am Löcknitzer See

Bereits während der Kampfhandlungen um Löcknitz hatten hunderte Flüchtlinge aus den Ostgebieten des Deutschen Reiches, aus Ostpreußen, Pommern, Schlesien und dem Sudetenland versucht, durch den Ort und über die Randowbrücke nach Westen zu entkommen. Dieser Flüchtlingsstrom setzte sich in den nächsten Wochen und Monaten auch nach der bedingungslosen Kapitulation der Wehrmacht am 8./9. Mai 1945 beständig fort. Dadurch bedingt stieg nicht nur die Bevölkerungszahl von Löcknitz bis September 1945 auf 4.000 Einwohner an, sondern die Zahl der Flüchtlinge und Umsiedler die in einem Auffang- und Durchgangslager auf dem Gelände der ehemaligen Hanffabrik auf dem Löcknitzer Kamp untergebracht waren, betrug ca. 24.000 Personen. Dort brach noch 1945 eine Typhus- und Diphtherieepidemie aus, die bis 1946 zahlreiche Opfer unter den Flüchtlingen forderte, wovon noch heute der Gedenkstein für die Opfer von Krieg, Gewalt und Vertreibung auf dem Löcknitzer Friedhof zeugt (→ Siehe: Sehenswürdigkeiten und Kultur). Allein 1945 wurden so in dem Lager auf dem Löcknitzer Kamp insgesamt 42.381 Flüchtlinge aufgenommen, betreut und später in andere Kreise, Städte und Dörfer weitergeleitet. Selbst noch zwischen Juni und September 1946 durchliefen 35.375 Umsiedler das Lager. Bereits am 5. Mai 1945 hatte die Rote Armee eine sowjetische Militärverwaltung in Löcknitz errichtet und in dem Zuge zahlreiche Häuser in der Bahnhofstraße, der heutigen Ernst-Thälmann-Straße, requiriert sowie die sowjetische Militärkommandantur im Haus in der Ernst-Thälmann-Straße 4 einquartiert, welches um 2012 wegen inzwischen starker Baufälligkeit abgerissen wurde. Damit verbunden wurde gleichzeitig auch die gesamte Bahnhofstraße durch die sowjetische Militärverwaltung für jeglichen Zivilverkehr gesperrt, wodurch der einzige Zugang und die Zufahrt zum Löcknitzer Bahnhof nicht mehr möglich waren. In den nächsten Wochen, Monaten und Jahren verschafften sich die Löcknitzer Bürger illegal über einen schmalen Weg von der heutigen Straße der Republik aus Zugang zum Bahnhof. Dieser Weg erhielt später die Straßenbenennung Schwarzer Damm.
Im Juli 1945 wurde das Land Mecklenburg, bestehend aus Mecklenburg und dem westlichen Teil der preußischen Provinz Pommern (Vorpommern) gegründet. Der östliche Teil der preußischen Provinz Pommern (Hinterpommern) einschließlich der Stadt Stettin mit Umland wurde unter polnische Verwaltung gestellt. Aus dem westlich der Oder gelegenen deutschen Teilen des alten Landkreises Randow wurde ein neuer Landkreis Randow gebildet, zu dem auch wieder Löcknitz gehörte, wodurch der Ort mit nur 11 km Entfernung wieder in unmittelbare Grenznähe rückte. Nach mehrfachem Wechsel des Kreissitzes in den nächsten Monaten, erst von Stettin nach Pölitz, später nach Hohenholz bei Penkun, wurde der Kreissitz des Landkreises Randow am 2./3. Oktober 1945 nach Löcknitz verlegt, wo er bis 1950 verblieb. Die Kreisverwaltung befand sich in der Zeit auf dem Löcknitzer Kamp in einem Verwaltungsgebäude der ehemaligen Hanffabrik. Mit der DDR-Kreisreform 1950 wurde der Landkreis Randow nach 1939 zum zweiten Mal aufgelöst und Löcknitz dem neu gebildeten Kreis Pasewalk zugeschlagen. Am 1. Juli 1950 wurde die bis dahin eigenständige Gemeinde Gorkow eingegliedert. Durch die im Juli 1952 durchgeführte Auflösung der Länder und Bildung der Bezirke in der DDR, gehörte Löcknitz mit dem Kreis Pasewalk nun bis 1990 zum Bezirk Neubrandenburg.

### Seit 1990
1990 entstand mit der deutschen Wiedervereinigung das Land Mecklenburg-Vorpommern zum zweiten Mal neu. Durch die Kreisgebietsreform in Mecklenburg-Vorpommern von 1994 wurde aus den drei DDR-Kreisen Pasewalk, Ueckermünde und Strasburg der neue Landkreis Uecker-Randow gebildet, dem Löcknitz bis 2011 angehörte. Durch eine erneute Kreisgebietsreform in Mecklenburg-Vorpommern im Jahr 2011 gehört Löcknitz seitdem zum neuen Landkreis Vorpommern-Greifswald.
Seit 1997 wurde in Löcknitz der historische Ortskern im Rahmen der Städtebauförderung gründlich saniert; das Stadtbild hat sich stark verbessert. Heute steht in der Schlossstraße noch der achteckige Bergfried der ehemaligen mittelalterlichen Burg, als wieder aufgebautes und saniertes Monument. Das Schloss selbst war seit Ende der 1960er Jahre ungenutzt, dem Verfall preisgegeben und in den 1980er Jahren gesprengt worden.

## 800-Jahr-Feier 2012
Mit zahlreichen Veranstaltungen wurde vom 1. bis 3. Juni 2012 das 800-jährige Bestehen von Löcknitz gefeiert. Der erste Tag des Festwochenendes begann mit dem traditionellen Kinderfest und einem Fackelzug der Kinder durch den Ort und klang mit einem Konzert des Löcknitzer Mandolinenorchesters '63 e. V. aus. Am 2. Juni fand ein großer historischer Festumzug durch den gesamten Ort statt mit Darstellungen, Bildern, Kostümen und Fahrzeugen zur Geschichte von Löcknitz, an dem sich über 1000 Einwohner als Laiendarsteller und Delegationen aus den Partnerstädten beteiligten. Während anschließend in der Löcknitzer Kirche die Feierstunde stattfand, wurde parallel dazu auf dem Burggelände und am Burgfried mit einem Veranstaltungsprogramm begonnen. Am Abend wurde über dem Löcknitzer See ein farbenprächtiges Höhenfeuerwerk dargeboten und es fand eine vom Radiosender Ostseewelle organisierte Jubiläumsparty statt. Der dritte und letzte Tag des Festwochenendes klang mit weiteren Veranstaltungen auf dem Burggelände, im Strandbad und auf der Freilichtbühne aus. Gestört wurde das Festwochenende durch eine Gruppe Neonazis und NPD-Anhänger, die sich u. a. verkleidet mit SS- und Wehrmachtsuniformen, die Zeit zwischen 1933 und 1945 darstellend, an dem Festumzug vom 2. Juni, unter Auflagen der Behörden beteiligen durften.

## Einwohnerentwicklung
Dem Trend in Vorpommern folgend sank nach 1990 die Einwohnerzahl auch in Löcknitz stetig. Seitdem Polen 2004 der Europäischen Union und 2007 dem Schengen-Raum beigetreten ist, steigen die Einwohnerzahlen langsam wieder an, da Löcknitz zunehmend als Wohnort in der grenzüberschreitenden Metropolregion Stettin nachgefragt wird.
| Jahr | Einwohner | Quelle |
| ---- | --------- | ------ |
| 1862 | 1.144     | [ 55 ] |
| 1864 | 1.416     | [ 56 ] |
| 1910 | 1.666 *   | [ 57 ] |
| 1918 | 2.400     | [ 32 ] |
| 1925 | 2.205     | [ 46 ] |
| 1933 | 2.361     | [ 46 ] |
| 1939 | 2.681     | [ 46 ] |
| 1944 | 3.200     | [ 58 ] |
| 1945 | > 4.000   | [ 59 ] |
| 1957 | 3.966     | [ 56 ] |
| 1962 | 3.651     | [ 60 ] |

| Jahr | Einwohner | Quelle |
| ---- | --------- | ------ |
| 1990 | 3.699     | [ 61 ] |
| 1995 | 3.413     | [ 61 ] |
| 2000 | 3.195     | [ 61 ] |
| 2005 | 2.904     | [ 61 ] |
| 2010 | 3.021     | [ 61 ] |
| 2015 | 3.192     |        |

* Dorf Löcknitz (1.661 Einwohner), Gutsbezirk Domäne Löcknitz (0 Einwohner) und Forstgutsbezirk Löcknitz (5 Einwohner)

## Geschichte des Ortsteils Gorkow

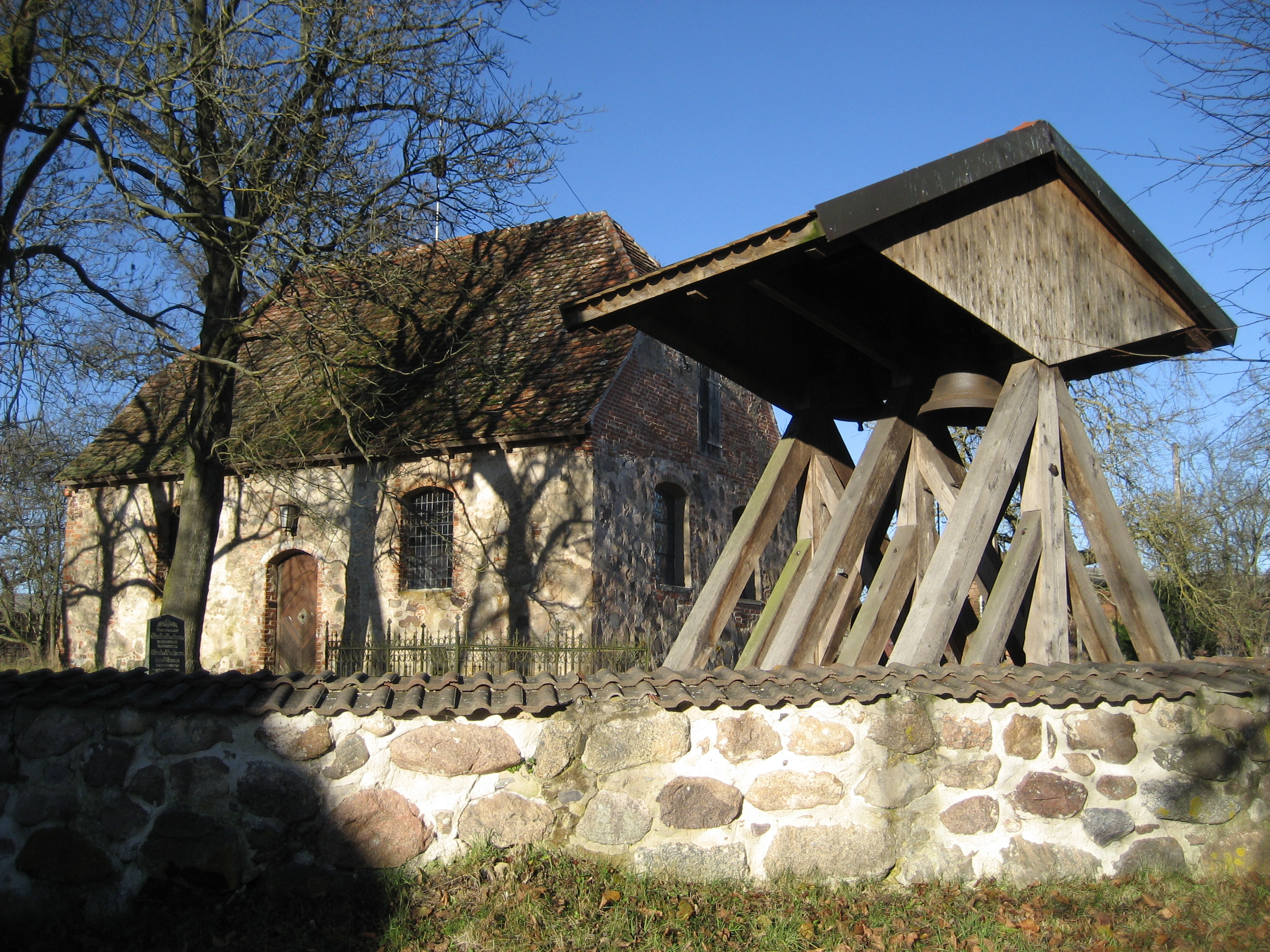
Gorkower Feldsteinkirche

Gorkow ist eine wendisch-slawische Ansiedlung und heißt auf Slawisch Gorika, was so viel bedeutet wie Kleiner Berg. Zur Zeit der mittelalterlichen Deutschen Ostsiedlung führte der einzige Weg nach Gorkow durch den so genannten Moosbruch. Im Zuge der deutschen Besiedlung und des Landesausbaus nach deutschem Recht wurde Gorkow zu einem Rundlingsdorf. Gorkow gehörte dabei genauso wie Boock und Mewegen als Lehnsdorf zur nahe gelegenen Burg Rothenklempenow, die als Stammgut im Besitz des alten pommerschen Adelsgeschlechts von Eickstedt war, die hier 1309 erstmals urkundlich erwähnt wurden.

Im Zentrum von Gorkow steht eine turmlose Feldsteinkirche, die aus dem Mittelalter stammt, ursprünglich zusammen mit der Kirchhofmauer eine Wehrkirche bildete und 1704 barockisiert und mit einem Krüppelwalmdach überformt wurde. Die Kirche wurde aus einem Mischmauerwerk aus Feld- und Ziegelsteinen errichtet und war ursprünglich verputzt. Der Kirchturm ist bereits 1822 durch Blitzschlag abgebrannt und wurde nicht wieder aufgebaut. Der seitdem freistehende Glockenstuhl, mit zwei Eisenglocken aus dem Jahr 1800 von der Königlichen Glockengießerei Berlin, wurde im Jahr 2000 nach seiner Sanierung wiedereingeweiht. 

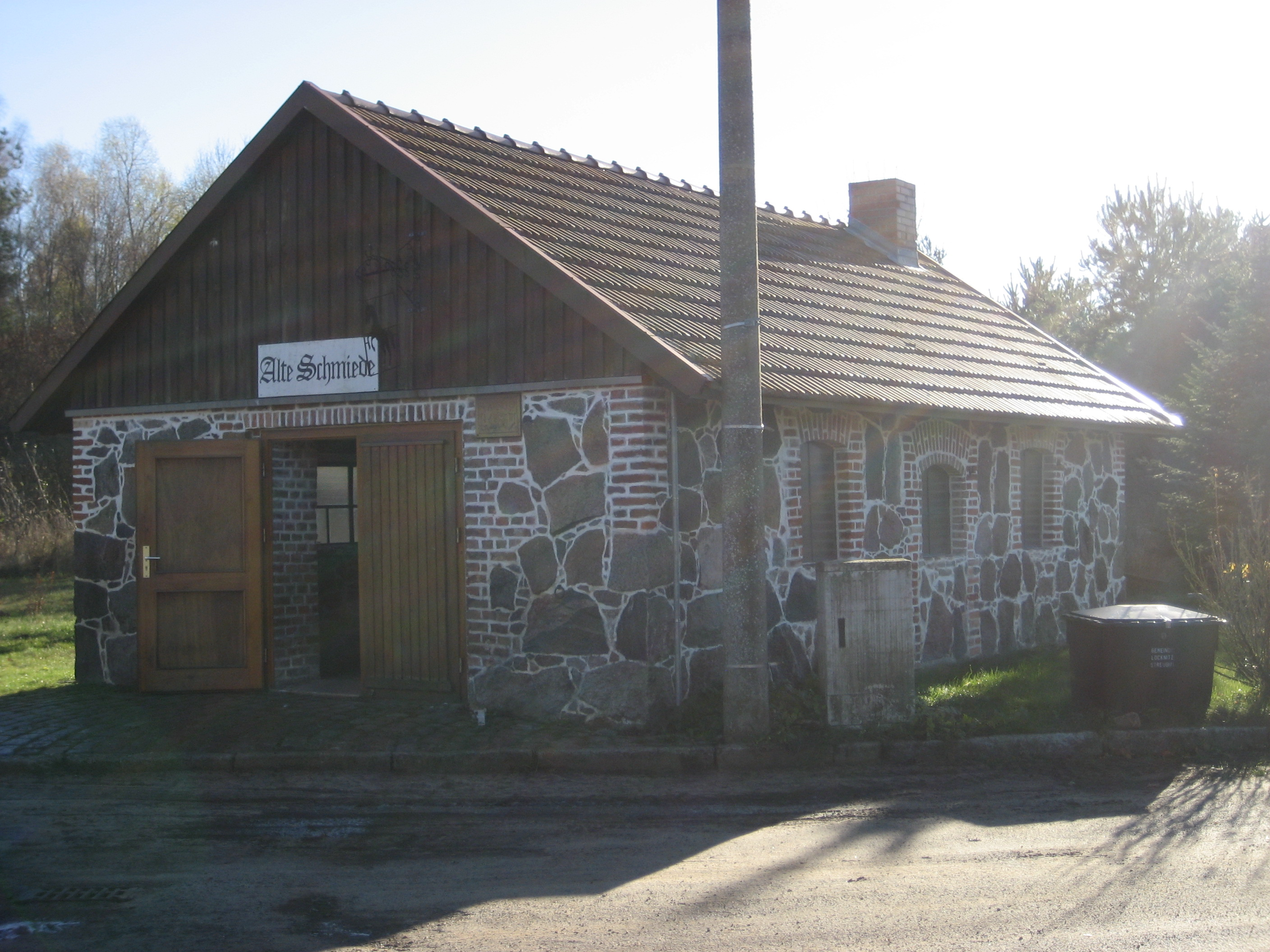
Alte Dorfschmiede in Gorkow

 Die Wände des flachgedeckten Innenraums sind mit illusionistischen Säulen- und Vorhangbögen in Pilastergliederung ausgemalt. In der Mitte der bemalten Kassettendecke von 1704 ist Christus abgebildet. Die gesamte Decke wurde 2001 konserviert. Der Kanzelaltar, der aus der Zeit vom Anfang des 18. Jahrhunderts stammt, hat einen Kanzelkorb zwischen freistehenden Säulen. Die Brüstung des Korbs ist mit bemalten Adikularahmungen versehen. Das Kastengestühl stammt aus der gleichen Zeit. Die kleine Orgel von Barnim Grüneberg aus Stettin, mit dreiteiligem Prospekt, stammt aus dem Jahr 1908 und ist funktionstüchtig. In den 1990er Jahren musste die Kirche wegen ihres desolaten Zustandes gesperrt werden. Inzwischen sind die Schäden behoben und Besucher können die Kirche wieder besichtigen. Äußerlich zeigt sich die Kirche von Gorkow, an der sich ein kleiner, ebenfalls etwas verfallener, historischer Friedhof befindet, heute jedoch nach wie vor in einem eher sanierungsbedürftigen Zustand.
Die etwa 200 Meter lange Dorfstraße von Gorkow, die auf einem Damm von der Kirche am Ortsausgang Richtung Rothenklempenow bis zur Alten Schmiede am Ortsausgang nach Löcknitz verläuft, war bereits 1862 gepflastert und 1896 durch die Anpflanzung von Lindenbäumen in eine Allee umgestaltet worden. Ebenfalls bereits 1865 war die heute noch stehende Dorfschmiede errichtet worden, die 1999 grundlegend saniert wurde. Ein neues Schulhaus hatte Gorkow 1892 erhalten, nachdem das alte Schulhaus, welches sich östlich der Kirche vor der Kirch- und Friedhofsmauer befunden hatte, abgetragen und aus den Steinen ein neues Wohnhaus am Ortsausgang nach Dorotheenwalde/Rothenklempenow errichtet worden war. Die Bevölkerung von Gorkow stagnierte und betrug 1910 insgesamt 166 Einwohner, während sie 1925 bei 175 Einwohnern lag, die in 19 Wohnhäusern mit 35 Haushalten wohnten, danach aber von 147 Einwohnern 1933 auf 136 Einwohnern 1939 langsam zurückging. Die bis dahin eigenständige Gemeinde Gorkow wurde mit einer Größe von 6,6 km² am 1. Juli 1950 nach Löcknitz eingemeindet.

## Geschichte des Ortsteils Salzow und des Johanneshofes

### Gut Salzow

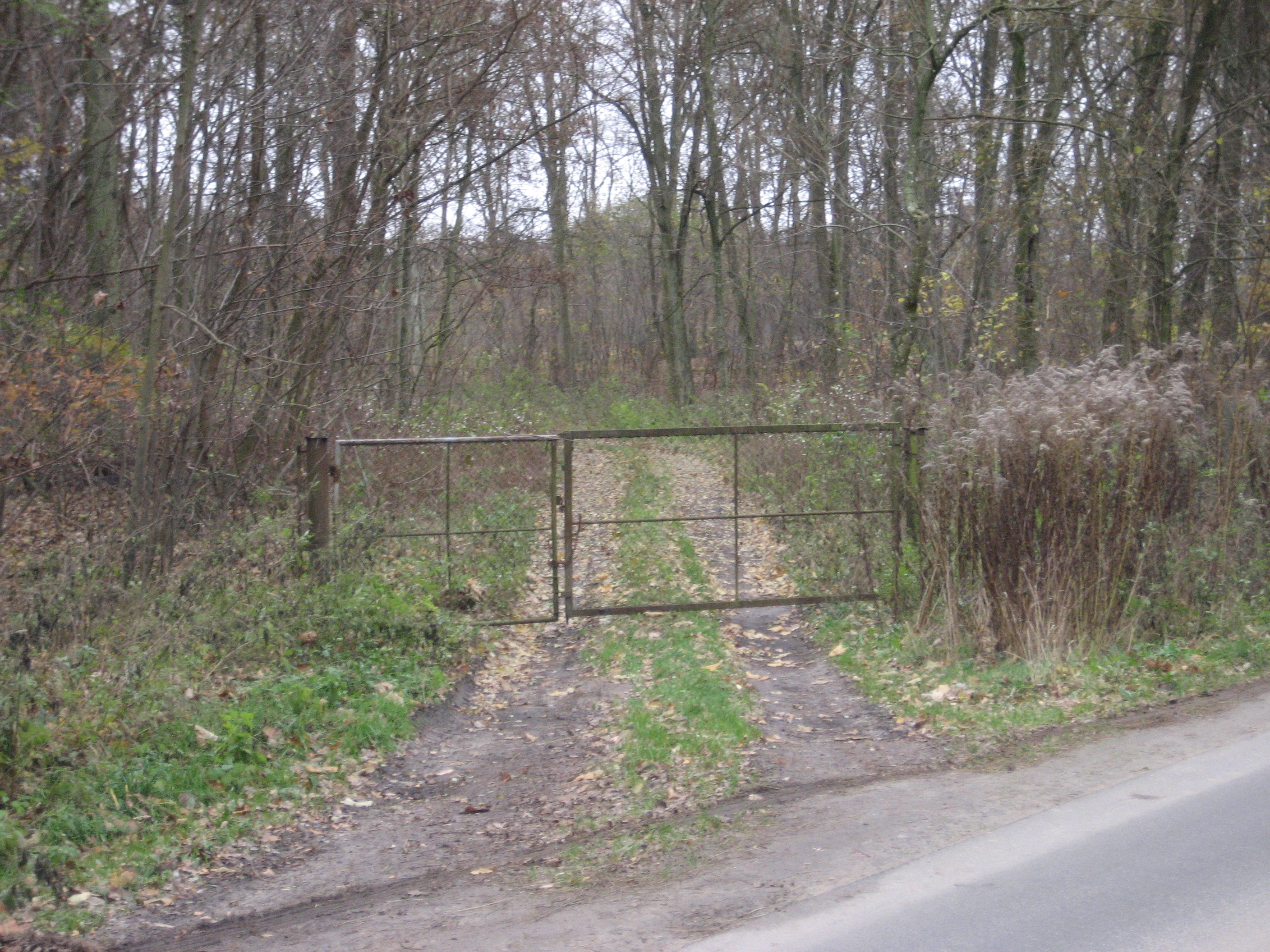
Gelände mit Einfahrtstor zum ehemaligen Gutshof Salzow am Salzower Weg

Der Ortsname Salzow leitet sich wahrscheinlich vom slawischen Begriff Salo her ab, was so viel bedeutet wie dünnes Eis mit dem der nahe fließende Schillerbach im Winter gelegentlich überfriert oder aber Fett oder Talg. Salzow, welches kurz hinter der Straßenbrücke über den Schillerbach nur wenige hundert Meter östlich der Landstraße von Löcknitz nach Retzin in einem kleinen Waldstück am Salzower Weg lag, war seit dem Mittelalter Rittergut und Vorwerk der von Ramin auf Schmagerow, einer Nebenlinie des pommerschen Uradelsgeschlechts von Ramin, mit dem gleichnamigen Stammhaus in Ramin zwischen Löcknitz und Penkun.
1865 umfassten die Rittergüter Salzow und Schmagerow zusammen 3110 Morgen Land mit gut 1600 Nutztieren (Pferde, Schweine, Kühe, Schafe) die von über 60 Bediensteten der beiden Güter bewirtschaftet wurden. Das Gut Salzow allein umfasste vier Wohn- und sieben Wirtschaftsgebäude, in denen 38 Gutsbedienstete lebten und arbeiteten. Zusammen mit Schmagerow unterhielt Salzow eine eigene Schule, die sich auf dem Gut in Schmagerow befand. Das Gut Salzow bildete einen eigenen Gutsbezirk der 1910 insgesamt 29 Einwohner zählte, die gutsherrliche Gerichtsbarkeit und Polizeigewalt wurde jedoch vom jeweiligen Gutsherren vom Gut Schmagerow her ausgeübt. Im Verlauf des Kapp-Lüttwitz-Putsches im März 1920 wurde das Gut Salzow von bewaffneten Arbeitern aus Löcknitz besetzt und dessen Besitzer Lüder vorübergehend verhaftet, da dieser im Verdacht stand, den rechts-konservativen Putsch zu unterstützen. Mit der zwischen 1928 und 1930 erfolgten weitgehenden Auflösung der Gutsbezirke im Freistaat Preußen durch das „Gesetz über die Regelung verschiedener Punkte des Gemeindeverfassungsrechts“ vom 27. Dezember 1927 mit Wirkung ab 30. September 1928 an, wurde der bis dahin eigenständige Gutsbezirk Salzow zunächst als Wohnort an die Gemeinde Löcknitz angegliedert. Im Zuge der Einführung der reichseinheitlichen Deutschen Gemeindeordnung vom 30. Januar 1935 und durch die „Verordnung über die Gutsbezirke und gemeindefreien Grundstücke“ von 1938 wurde der Gutsbezirk Salzow jedoch endgültig aufgelöst und bildete seitdem einen Ortsteil der Gemeinde Löcknitz. Der Landwirt Lüder blieb bis zum Ende des Zweiten Weltkrieges 1945 im Besitz des gut 250 Hektar Acker, Wald und Wiesen umfassenden Gutes Salzow.

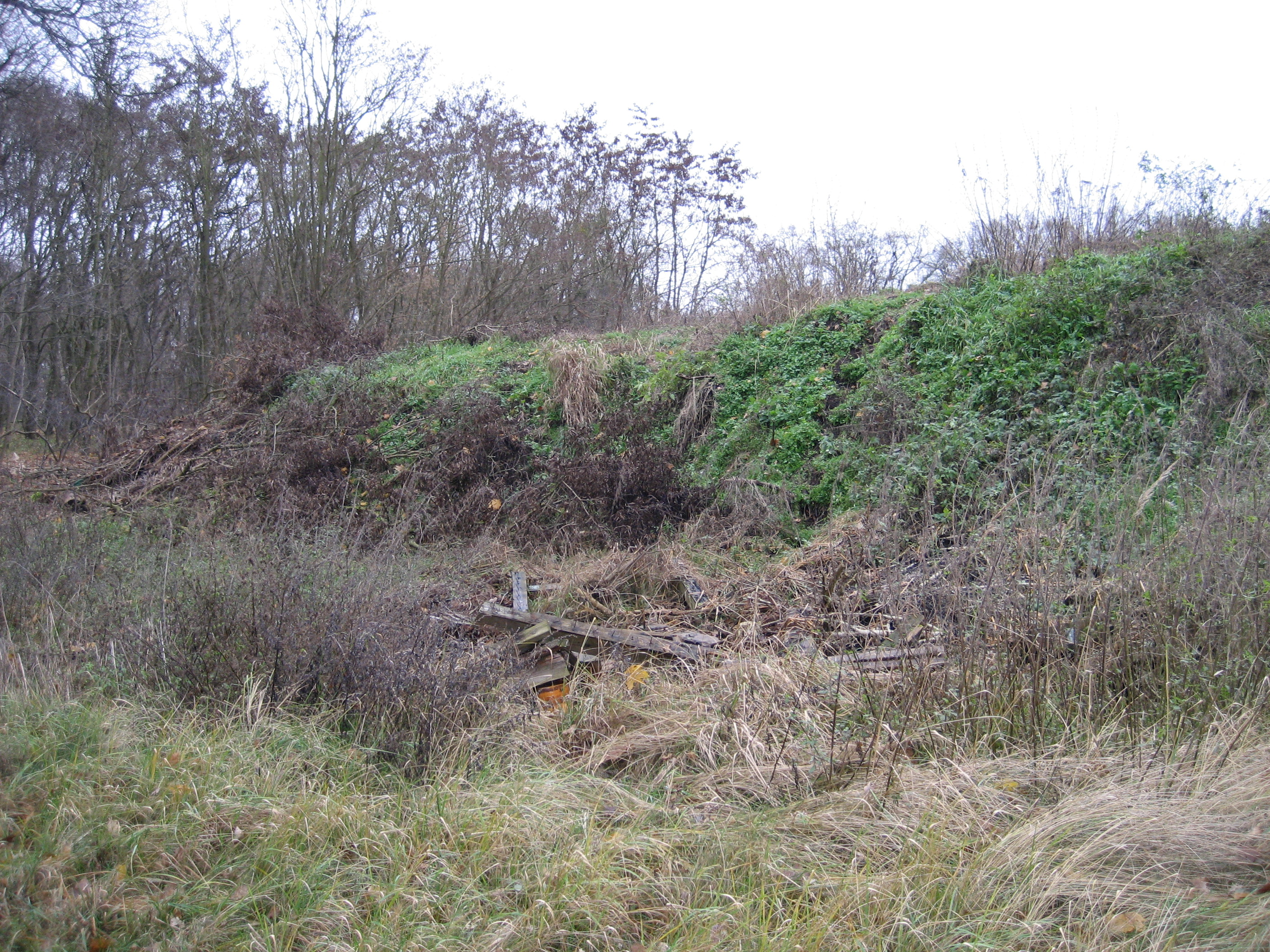
Müllkippe auf dem Gelände des ehemaligen Gutshofes Salzow

Im Zuge der Errichtung der vier alliierten Besatzungszonen in Deutschland am Kriegsende 1945, wurde in der Sowjetischen Besatzungszone (SBZ) noch im September 1945 eine Bodenreform durchgeführt. Dadurch wurde auch in Salzow der Landwirt Lüder von der Sowjetischen Militäradministration in Deutschland (SMAD) enteignet. Kurze Zeit später wurde er unter bis heute nicht genau geklärten Umständen von sowjetischen Soldaten erschossen. Lüders Leichnam wurde zunächst am Weg rechts hinter dem Gutshaus unter einer Eiche beigesetzt und erst später, als dessen Frau und Kinder in die BRD übergesiedelt waren, auf den Löcknitzer Friedhof umgebettet. Das 250 Hektar große Gut wurde hingegen in Parzellen von ca. 10 Hektar aufgeteilt und an 22 Umsiedler und Gutsarbeiterfamilien vergeben, die 1954 die Landwirtschaftliche Produktionsgenossenschaft (LPG) Erwin Fischer gründeten. Salzow, das 1957 aus 12 Wohnhäusern, 12 Ställen und Wirtschaftsgebäuden sowie einem Lebensmittelkonsum bestand, schloss sich 1958 mit der LPG Karl Liebknecht in Löcknitz zusammen. Ab Ende der 1960er Jahre fanden aber neue Umstrukturierungen in der kollektivierten Landwirtschaft in der DDR statt. Innerhalb der LPGs und Volkseigenen Gütern (VEGs) wurden die Viehhaltung und die Feldwirtschaft bzw. Pflanzenproduktion nun getrennt und letztere in Kooperative Abteilungen Pflanzenproduktion (KAP) zusammengefasst. Für das relativ kleine Salzow, dessen ehemaliges Gut bis Mitte der 1970er Jahre ohnehin stark heruntergewirtschaftet war, bedeutete das, dass nun auch noch die Viehhaltung komplett aufgegeben wurde und die gesamte Feldwirtschaft bzw. Pflanzenproduktion mit der der anderen, umliegenden Gemeinden, in einer KAP zusammengefasst und zentralisiert wurde. Dadurch verlor Salzow nicht nur seine Bedeutung als Wohnort, sondern wirtschaftete auch nicht mehr rentabel, weshalb die Feldwirtschaft bzw. Pflanzenproduktion Mitte/Ende der 1970er Jahre eingestellt wurde.

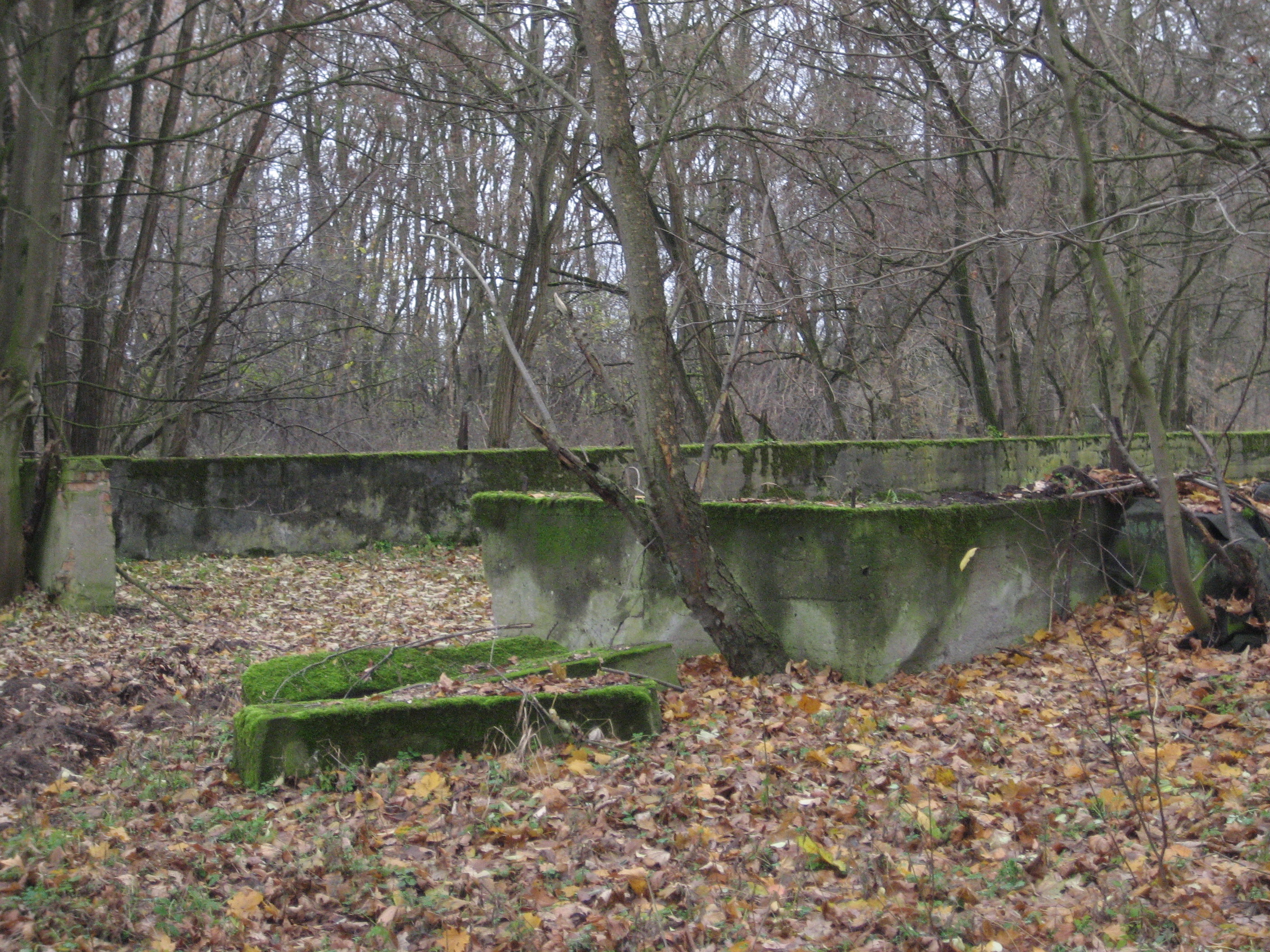
Mauerreste von Stallanlagen des ehemaligen Gutshofes Salzow

1978/79 verließen auch die letzten Bewohner Salzow und bis 1980 waren die so nun leerstehenden Wohnhäuser und Stallanlagen stark verfallen. Zwischen 1980 und 1983 versorgten sich die Bewohner der umliegenden Dörfer in großem Stil gratis mit in der DDR ohnehin knappen Baumaterialien, direkt durch die Demontage und den Einriss der Gebäude in Salzow, wodurch der Ort immer weiter verfiel. Bis 1983 war die gesamte ehemalige Gutsanlage Salzow bereits so verfallen, dass sie zunächst baupolizeilich gesperrt und anschließend das Gutshaus, alle Wohnhäuser, die massiven Ställe und Wirtschaftsgebäude sowie die Parkanlage komplett abgerissen und planiert wurden. Ende der 1980er Jahre wurde das Gebiet völlig eingezäunt und als Müllkippe genutzt. Heute zeugen vom Ort Salzow und der Gutsanlage nur noch der an dieser Stelle stehende Zaun mit einem Einfahrtstor, ein großer Schutt- und Müllberg sowie einige Mauerreste.

### Johanneshof

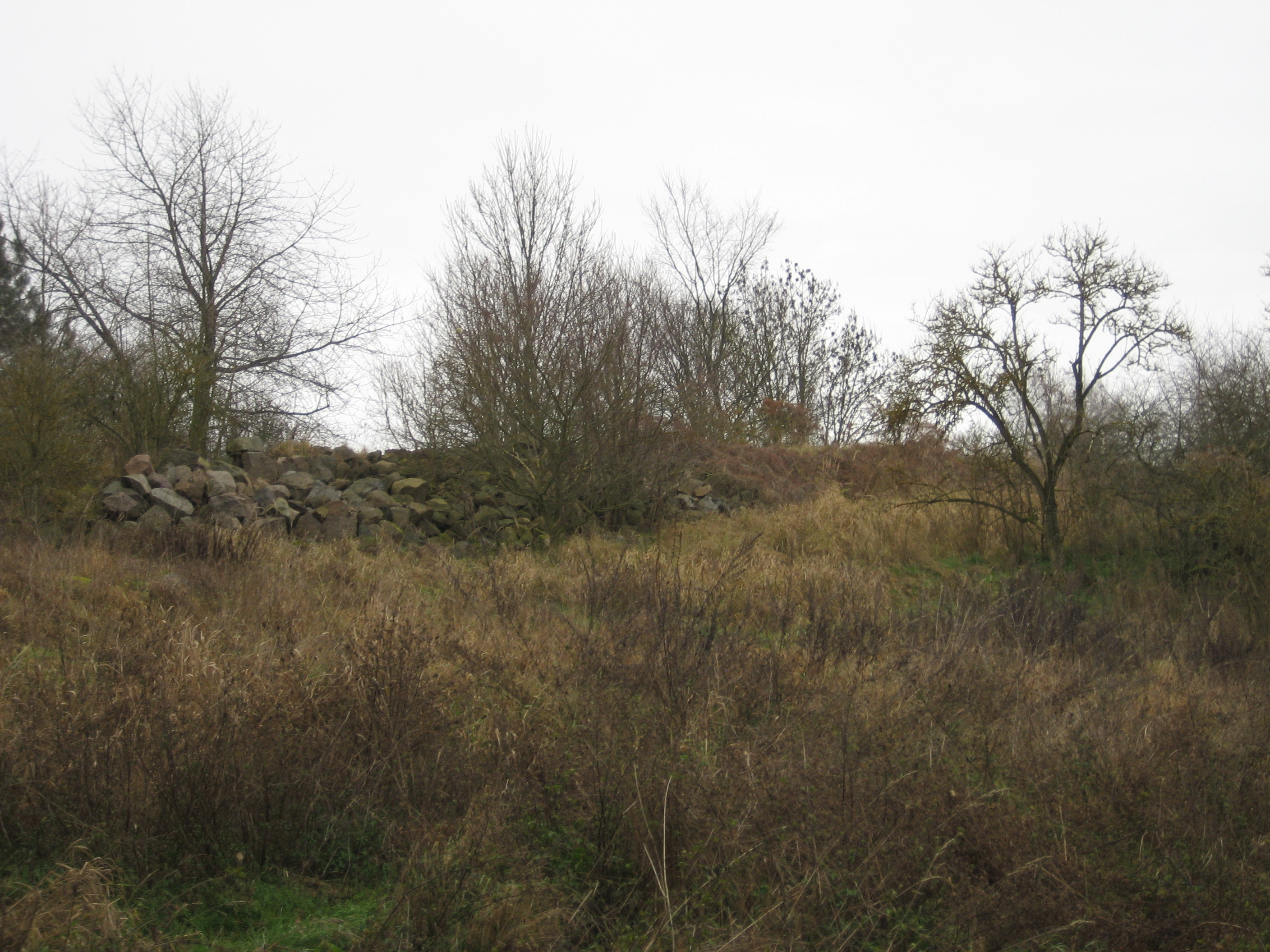
Steine und Schuttreste des Johanneshofes

Der Johanneshof, der direkt am östlichen Ende des Löcknitzer Sees auf dem gleichnamigen Johannesberg lag, an der rechten Seite wenige hundert Meter vor der scharfen Rechtskurve der Landstraße von Löcknitz nach Retzin, erfuhr ein ähnliches Schicksal wie das nur unweit entfernt liegende Gut Salzow. Bis Anfang der 1950er Jahre gehörte der Johanneshof dem Großbauer Vogel, welcher aufgrund der beginnenden Kollektivierung der Landwirtschaft in der DDR und dem damit verbundenen politischen Druck seinen Hof zurückließ und in die Bundesrepublik Deutschland floh. 1955 wurde der Johanneshof von der LPG übernommen und noch bis in die 1970er Jahre hinein bewirtschaftet und bewohnt. Mit der Einführung der Kooperative Abteilung Pflanzenproduktion (KAP) wurde der Johanneshof jedoch aufgrund seiner nur geringen Größe aufgegeben. Seit 1980 verfiel das Wohnhaus, die Stallanlagen, die Scheune und das Wirtschaftsgebäude zunehmend. Die Gemeinde Löcknitz plante in den 1980er Jahren ursprünglich den Johanneshof in ein Ferienobjekt umzubauen und ließ sogar Baumaterialien anfahren. Teile davon wurden jedoch gestohlen, und auch die Gebäude des Johanneshofes wurden mehr und mehr zur illegalen Baumaterialgewinnung genutzt und dadurch stark beschädigt. Schließlich wurde der Johanneshof 1982 baupolizeilich gesperrt und wenig später komplett abgerissen, wobei Schutt und Überreste unberäumt an Ort und Stelle liegen blieben. Ab 1986 wurde das inzwischen mit Gestrüpp überwachsene Grundstück des ehemaligen Johanneshofes und der ganze Johannesberg von der Gemeinde Löcknitz als Lagerplatz für Bauschutt und Müll genutzt. Heute zeugen vom Johanneshof auf dem Johannesberg nur noch Steinschutt und einige Mauerreste.

## Tausendjährige Eiche

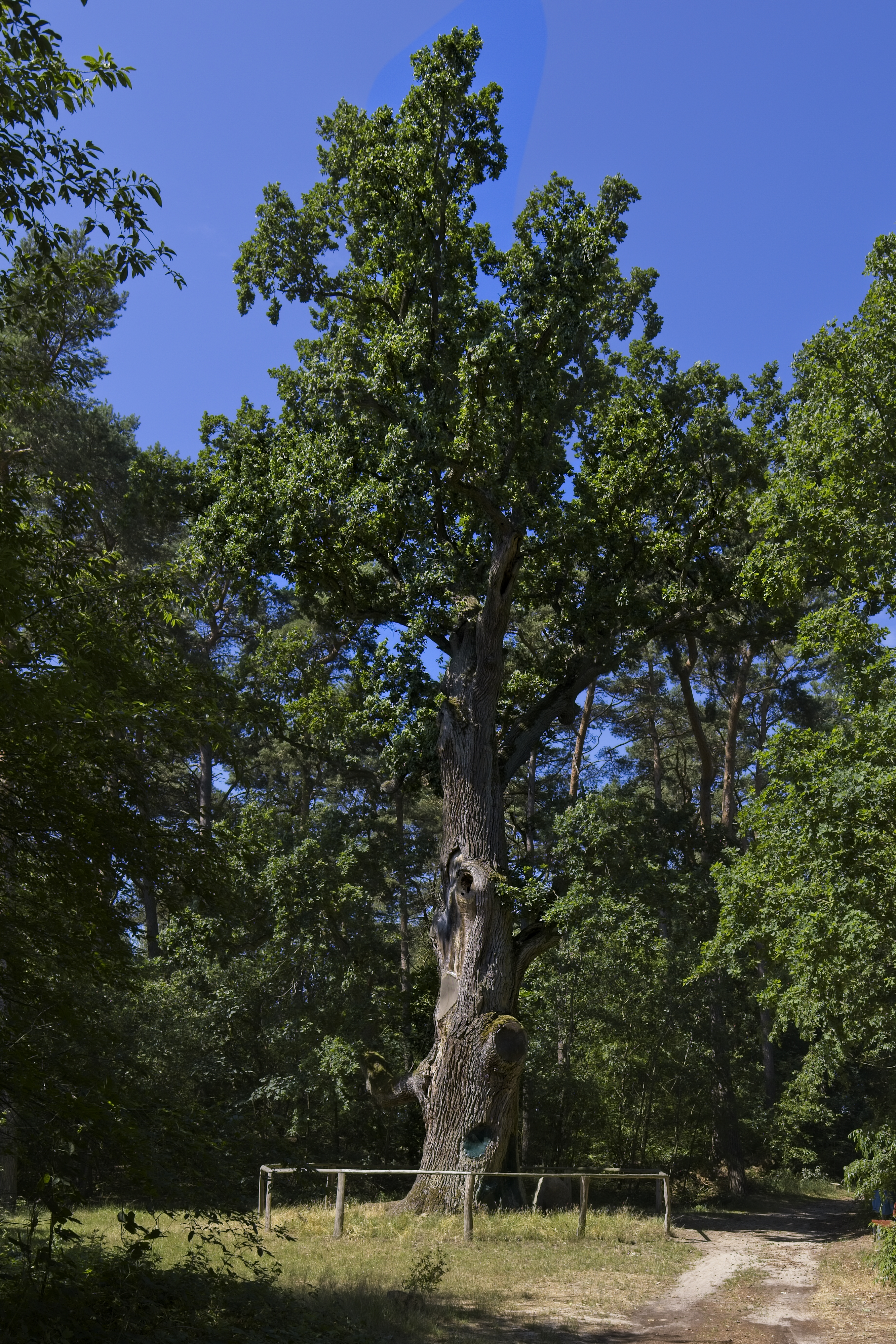
Irmtruds Eiche

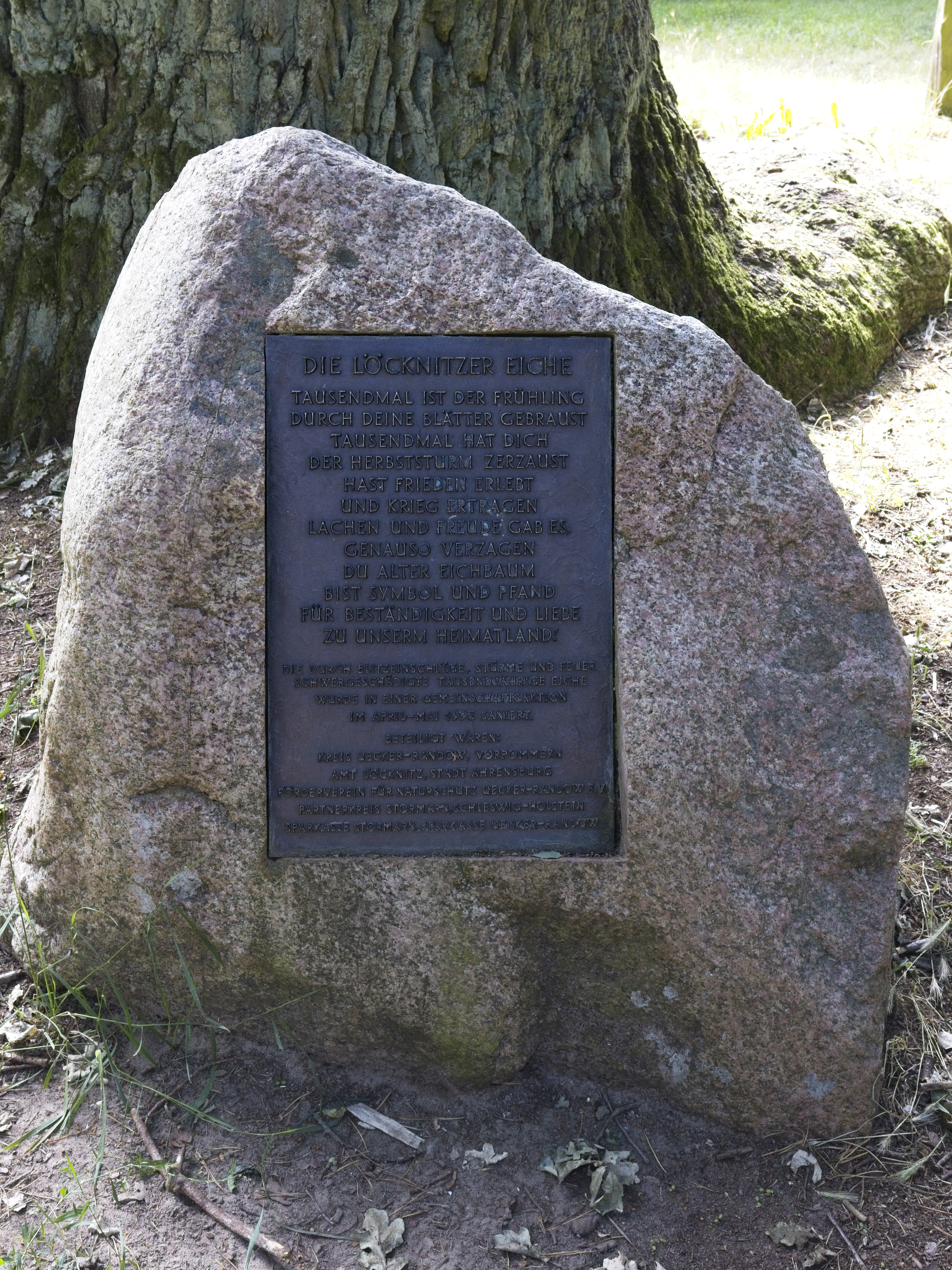
Gedenkstein zur Sanierung im April/Mai 1995

Die Tausendjährige Eiche oder Irmtruds Eiche am Löcknitzer See, Wahrzeichen von Löcknitz, auf dem Löcknitzer Wappen symbolisch als Eichenblatt dargestellt, wurde im April/Mai 1995 grundlegend saniert und ergänzt durch einen Gedenkstein als Feldstein mit einer darin eingelassenen Bronzeplatte mit der Inschrift:
DIE LÖCKNITZER EICHE // TAUSENDMAL IST DER FRÜHLING / DURCH DEINE BLÄTTER GEBRAUST / TAUSENDMAL HAT DICH / DER HERBSTSTURM ZERZAUST / HAST FRIEDEN ERLEBT / UND KRIEG ERTRAGEN / LACHEN UND FREUDE GAB ES / GENAUSO VERZAGEN / DU ALTER EICHBAUM / BIST SYMBOL UND PFAND / FÜR BESTÄNDIGKEIT UND LIEBE / ZU UNSEREM HEIMATLAND // DIE DURCH BLITZEINSCHLÄGE, STÜRME UND FEUER / SCHWERGESCHÄDIGTE TAUSENDJÄHRIGE EICHE / WURDE IN EINER GEMEINSCHAFTSAKTION / IM APRIL-MAI 1995 SANIERT // BETEILIGT WAREN / KREIS UECKER-RANDOW, VORPOMMERN / AMT LÖCKNITZ, STADT AHRENSBURG / FÖRDERVEREIN FÜR NATURSCHUTZ UECKER-RANDOW E.V. / PARTNERKREIS STORMARN, SCHLESWIG-HOLSTEIN / SPARKASSE STORMARN, SPARKASSE UECKER-RANDOW. Im April 2000 wurde ein achtjähriger Ableger der Tausendjährigen Eiche als „Millennium-Eiche“ zur Jahrtausendwende am Parkplatz beim „Haus am See“/Ecke Straße Am See gepflanzt und zeitgleich ein kleiner Gedenkstein in Form eines Feldsteins und einer darin eingelassenen Bronzeplatte errichtet, mit der Inschrift: MILLENNIUM-EICHE / ALS DIREKTER ABLEGER DER / 1000-JÄHRIGEN EICHE WURDE ICH HIER / AM 29.04.2000 GEPFLANZT. Mit der Tausendjährigen Eiche oder der auch sogenannten „Irmtruds Eiche“ verbindet sich hingegen zudem „Die Sage von der Löcknitzer Tausendjährigen Eiche“ über einen Feldzug christlicher Feudalherren gegen eine slawische Tempelburg bei Löcknitz und damit im Zusammenhang ein Teil des Gründungsmythos des Ortes Löcknitz:
„Mit der Christianisierung der Slawen, begann 1124 auch Bischof Otto von Bambergs seine Missionierungsreisen nach Pommern. Zur gleichen Zeit war in Löcknitz durch den Pommernherzog Wartislaw I. der slawische Burgvogt „Conrad de Lokeniz“ eingesetzt worden, der mit dem Christentum sympathisierte. Die slawischen Einwohner der Siedlung, aus der sich später der Ort Löcknitz entwickelte, lehnten den christlichen Glauben jedoch ab und folgten ihrem Tempelpriester Sweno sowie ihren slawischen Mythen, religiösen Vorstellungen und Bräuchen, die sie in ihrer Tempelburg am Leichensee (slawischer Burgwall Retzin) praktizierten. Im Jahre 1127 erwartete Burgvogt Conrad de Lokeniz Besuch von Verwandten aus Stettin. Die Geschwister Irmtrud und Bornat waren unterwegs zu ihrem Onkel nach Löcknitz. Kurz vor der Burg „Lokenitza“ wurden beide jedoch von den slawischen Bewohnern der Siedlung im Auftrag des Tempelpriesters gefangen genommen. Für ein hohes Lösegeld gelang es dem Burgvogt zwar seine Nichte Irmtrud freizukaufen, sein Neffe Bornat blieb jedoch in Gefangenschaft. Dieser Überfall war nun ein willkommener Anlass auch das letzte slawische Bollwerk und „heidnische“ Glaubenseinflüsse in diesem Gebiet zu beseitigen. Burgvogt Conrad de Lokeniz forderte deshalb Hilfe vom Pommernherzog Wartislaw an, der ein Heeresaufgebot entsandte, welches im Winter 1127/28 zusammen mit Bischof Otto von Bamberg in Löcknitz eintraf. Das Heer ging über den zugefrorenen Leichensee gegen die slawische Tempelburg vor. In sicherer Entfernung, diesseits des nur wenig entfernten Löcknitzer Sees beobachtete Irmtrud den Verlauf des Kampfes, während dem die slawische Tempelburg und das hölzerne Götterstandbild des dreiköpfigen Triglaw, des Herren über Himmel, Erde und Unterwelt, bald in Flammen aufgingen. Während der Tempelpriester Sweno den Tod im Wasser suchte, wurde Bornat hingegen gerettet. An der gleichen Stelle, an der Irmtrud den Kampfverlauf beobachtet hatte, pflanzte sie noch im Jahr 1128 eine kleine Eiche, die heute den Löcknitzern als Tausendjährige Eiche oder Irmtruds Eiche bekannt ist.“